# Hetény (Szlovákia)
Hetény (szlovákul Chotín) község Szlovákiában, a Nyitrai kerület Komáromi járásában.

## Fekvése
Komáromtól 10 km-re északkeletre fekszik, a mátyusföldi síkságon, a Komárom-Nyitra főúttól (64) és vasúttól (megállóhely) 3 km-re. A község közigazgatási területe 20,425 km². Közigazgatásilag határos: Izsával (délről és keletről), Szentpéterrel (északról), Komárommal (délnyugatról). A község déli határát az Öreg-Zsitva alkotja. A falutól északra fekvő dombos területen találjuk a Csenke-erdőt (Čenka), valamint a Hetényi-homokbuckákat. A község katasztere elnyúlik egészen a 64-es főútig, ahonnan a vasútállomásnál ágazik el a Perbete és Kolta felé vezető 589-es út. A falu főutcája egyben az erről az útról Marcelháza felé leágazó mellékút. Korábban hozzátartozott a ma Komáromhoz tartozó Lándor is, valamint a ma már nem létező Örs-puszta.

## Élővilága

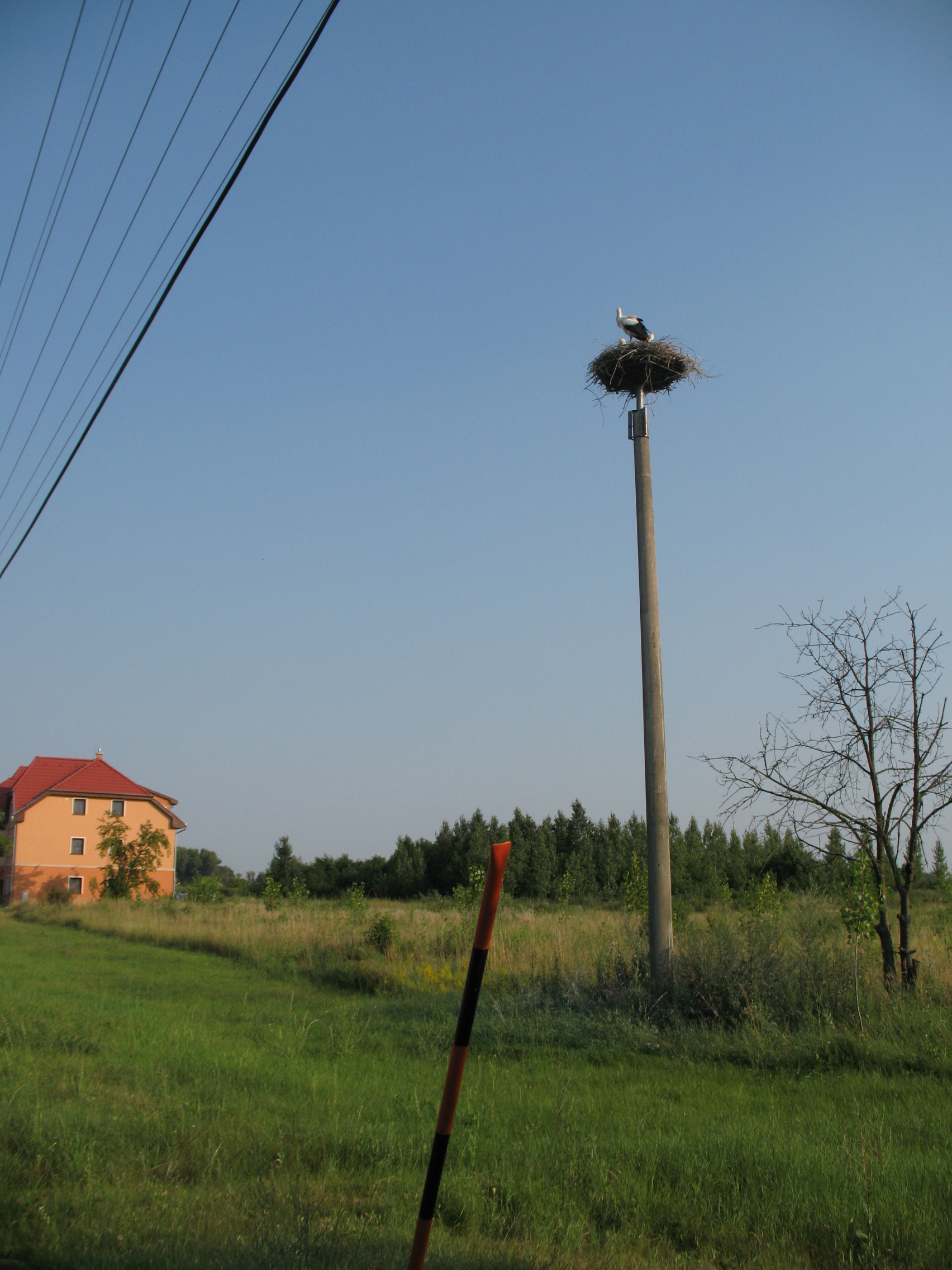
2013
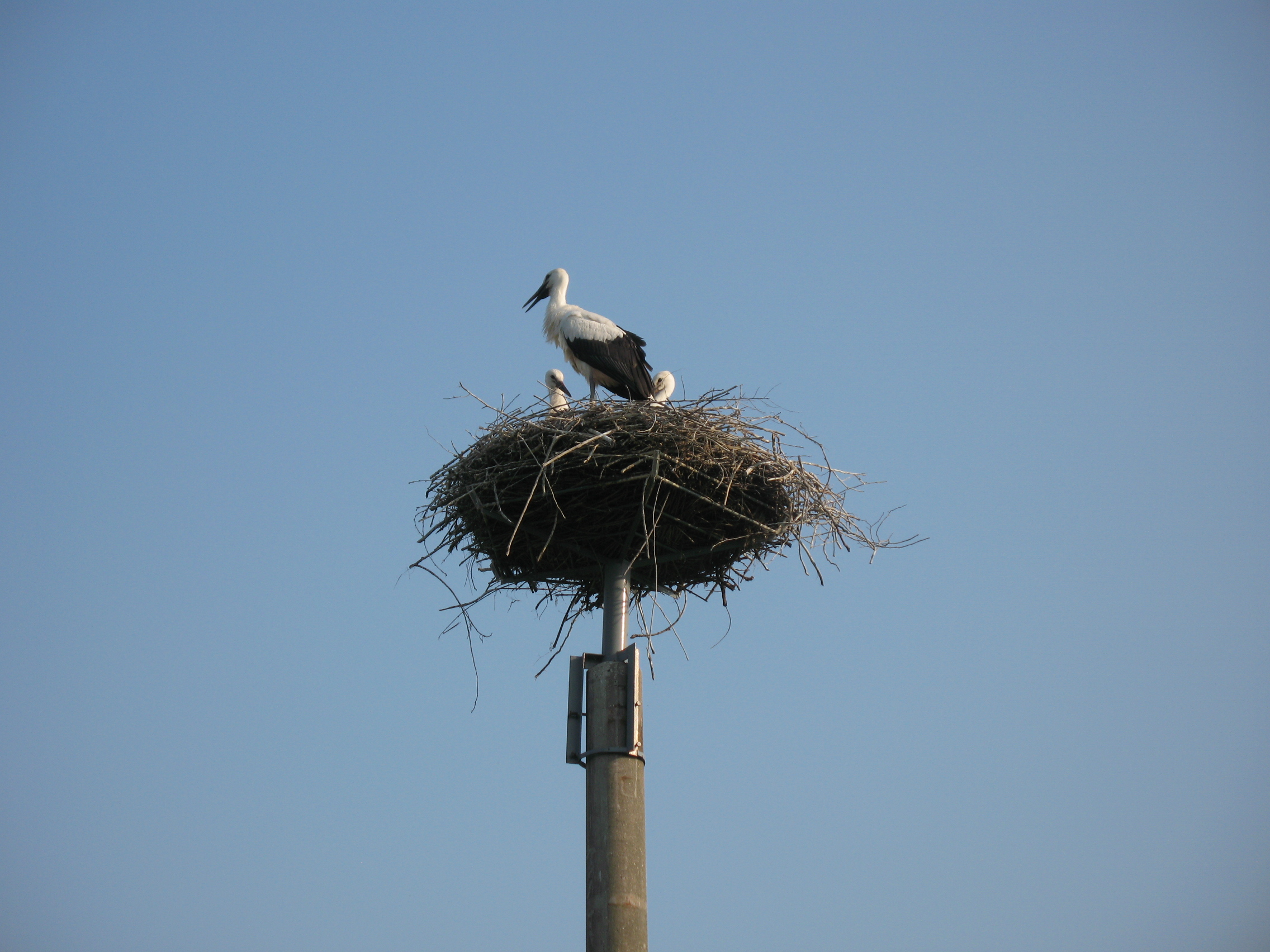
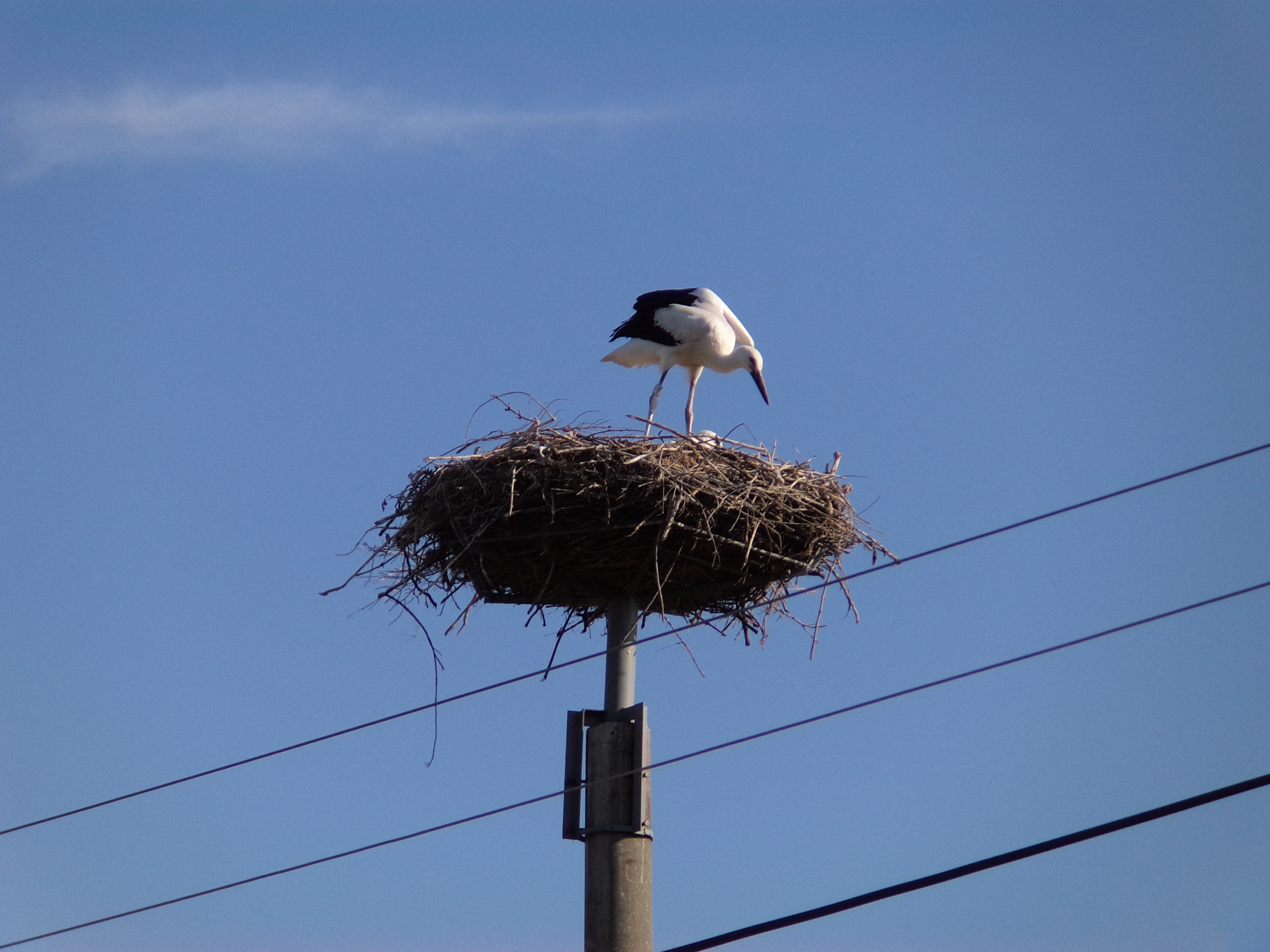
2015
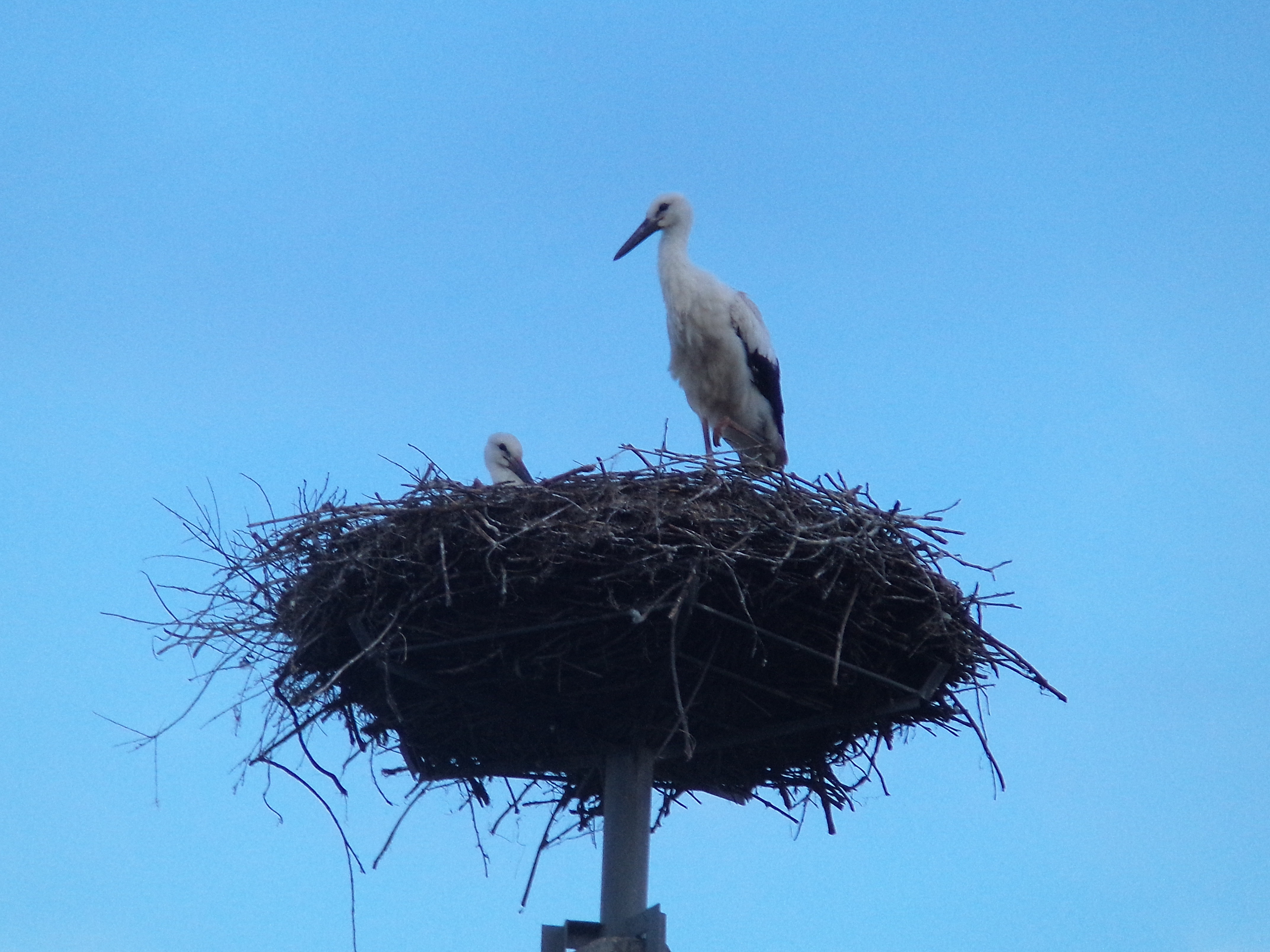
2016
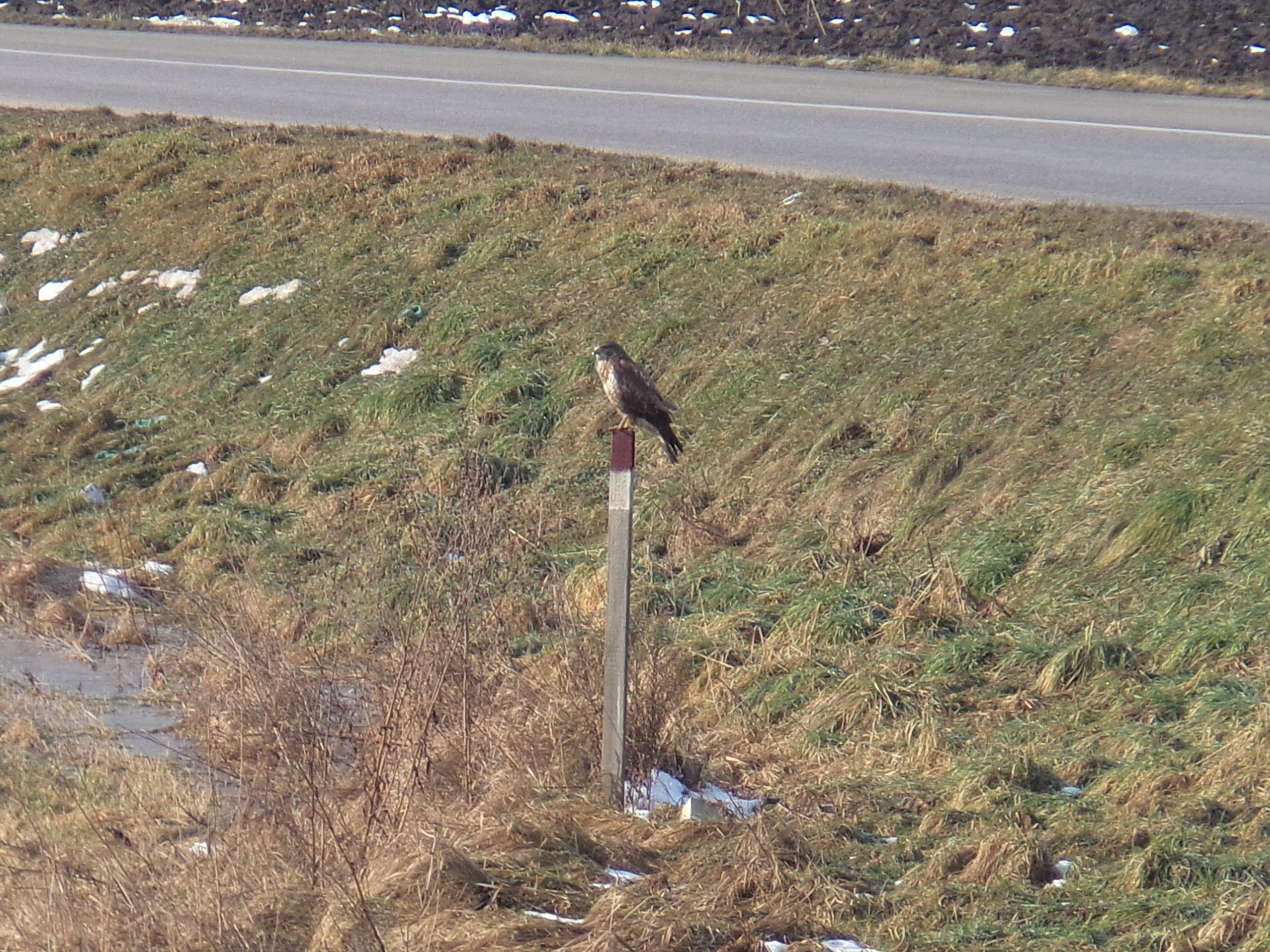

Hetényben hosszú ideje fészkeltek gólyák. 2011-től tartanak nyilván egy új fészket, amelyben 2011-ben 3, 2012-ben 1, 2013-ban, 2014-ben és 2015-ben is 3-3, 2016-ban 2 fiókát számoltak össze.

## Története

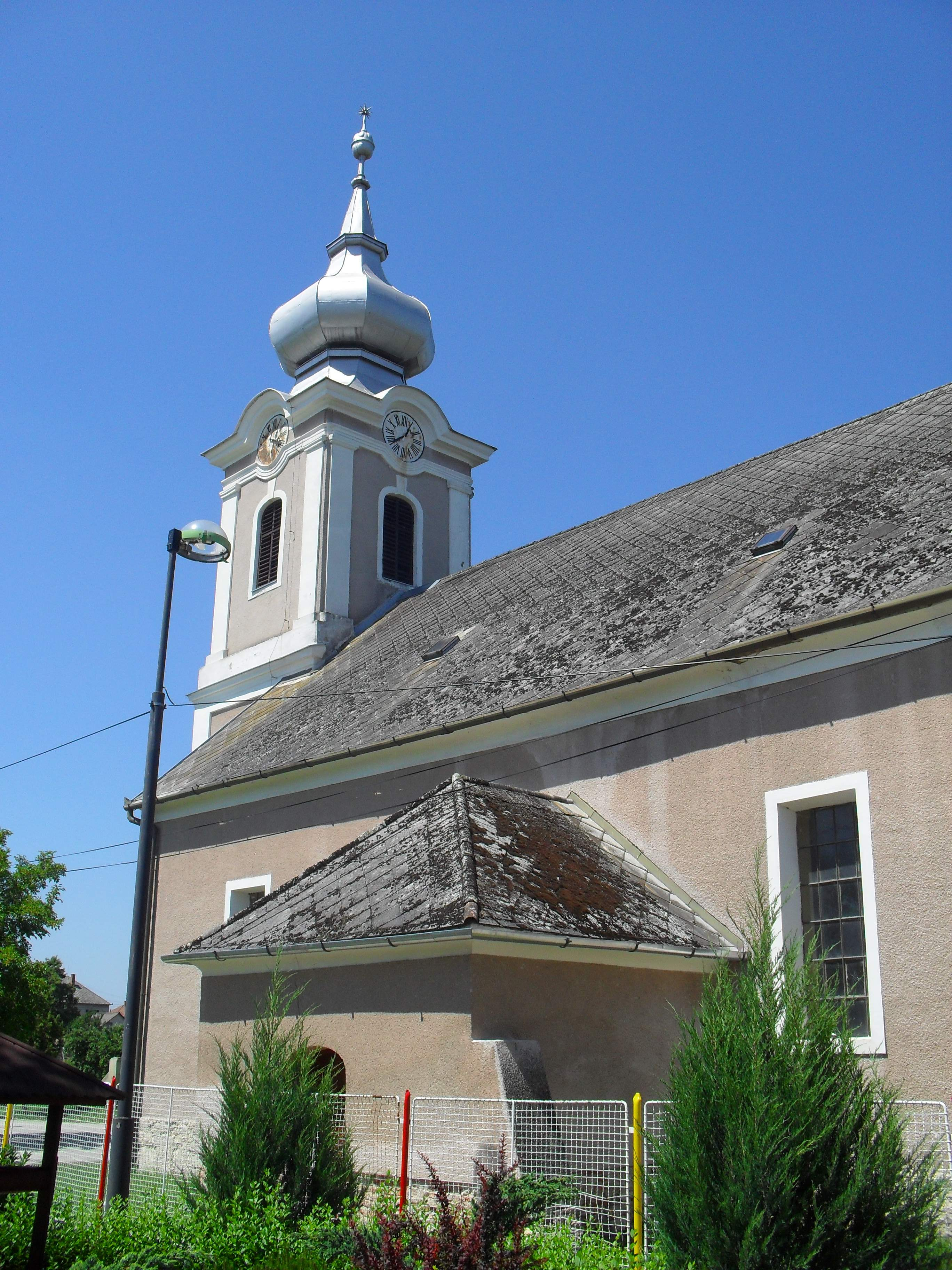
A református templom

Közelében újkőkori, vaskori szkíta és trák, valamint kelta, illetve római kori leleteket és honfoglalás kori magyar temetkezési helyet tártak fel. Különösen jelentős kelta település meglétére utal a mai Hetény területén az, hogy sok hamvvedres sírt találtak a szőlőhegyen. Az avar korból származó leletek a Disznó legelő dűlőben kerültek elő.
Első okleveles említése 1075-ből származik Vaghetum néven. 1138-ban villa Hetten alakban említik. 1233-ban már az esztergomi érsekség birtoka volt, 7 évvel később a komáromi és a banai vár tartozékaként említik. 1245-ben IV. Béla a tatárjáráskor Komárom várát védő kapitánynak adományozta Hetény elnéptelenedett birtokát is. 1272-ben Sixtus mester itteni birtokait (Hetyn) az esztergomi érsekségre és testvérére hagyományozta. 1278 körül Csák Máté nádor megpróbálta visszaszerezni Szécs nembeli Mikótól az egykor a komáromi várhoz tartozó királyi birtokokat, ami birtokjogukat azonban az érintettek oklevelekkel tudták igazolni. A 13-14. század fordulóján a Bána nemzetségbeli Cseszneki család birtoka volt. 1345-ben már a Boldogságos Szűznek szentelt egyházát is említik. 1418-ban Kanizsai János esztergomi érsek halála után Hetény érsekséghez tartozó részeit jogtalanul elfoglalták és a komáromi vár birtokaihoz csatolták.
1502-ben Szentiványi Zsigmond után Hetényt több nemes között osztották fel. 1505-ben parucsai Sarthvány Fóris lemondott az őt illető részről, Attya Miklós esztergomi prépost javára. A 16. századi török pusztítás után sokáig lakatlan volt, 1552-ben mindössze 4 háza állt fenn. Ekkoriban Hethyn néven szerepel. Az esztergomi érsekség birtokán 1597-ben végeztek kárfelmérést.
1615-ben hódolt falu. 1632-ben is. A 17. században népesült be újra Vág- és Garam-menti, valamint gömöri telepesekkel. Lakói ekkor már református vallásúak voltak, 1650-ben már lelkipásztoruk is volt (Patay György). 1666-tól a falu lelkésze volt Sajószentpéteri Márton prédikátor, akit az ellenreformáció 1674-ben gályára küldött. A református gyülekezet csak 1781-ben alakulhatott újjá. Az újjátelepült falu az esztergomi érsekség birtoka maradt. 1701-ben Kollonich Lipót esztergomi érsek több hetényi áttért kálvinistától elvette birtokát és azokat Sándor Menyhértnek, Esztergom alispánjának adományozta. 1711-ben a verebélyi székhez tartozott egy kuriális rész. 1849. augusztus 1-ének éjjelén osztrák katonákat fogtak el, akiket nem vártak be a visszahátráló bajtársaik. 1856-ban és 1882-ben is tűzvész pusztított a faluban.
Vályi András szerint Hetény - Magyar falu Komárom Várm. földes Ura az Esztergomi Érsekség, lakosai katolikusok, és reformátusok, fekszik a’ Kászonyi járásban, Iszának filiája, határja középszerű, mint réttye, ’s legelője.
Fényes Elek szerint Hetény, magyar falu, Komárom vmegyében, Komáromtól 1 mfldnyire, lapályos rónaságon: 27 kath., 1192 ref. lak. Ref. anyaegyház és iskola. Róna határa 5050 holdból áll, melly a Duna, Vágh, Nyitra és Zsitva folyamok áradásaitól igen sokat szenved, ugy hogy 3509 holdat könnyen árvizjárta földnek lehet mondani. Földe homokos, de jó termő. Lakosai szorgalmasok, s földmivelésen kivül marhával is kereskednek. F. u. az eszterg. érsek, és a guttai urad. tartozik.
Borovszky Sámuel vármegye-monográfiája (1907) szerint a falunak 314 háza és 1847 lakosa volt a századfordulón. Ekkoriban a monográfia szerint lakói a hímzést háziiparként űzték, különösen híresek voltak az azsúrnak és toledónak nevezett hetényi kézimunkák. A trianoni békeszerződés előtt Komárom vármegye Udvardi járásához tartozott.
1945-1948 között lakóinak egy részét kitelepítették Magyarországra (sok hetényi került Mórra). A település 1992-ben a Szlovákiai Magyar Képzőművészek Szövetségének székhelye lett, amely Csokonai Vitéz Mihály múzsájának emlékére 1993-ban itt nyitotta meg a társaság tagjainak alkotásai mellett a hetényi kézimunkák állandó kiállításának is helyet adó Lilla Galériát. A falu bortermelő község, a pincesor a falutól keletre húzódik.

## Népessége
| Év:            | 1994. | 2004.   | 2014.   | 2024.   |
| -------------- | ----- | ------- | ------- | ------- |
| Emberek száma: | 1468  | 1417    | 1383    | 1385    |
| Eltérés:       |       | -3,47 % | -2,39 % | +0,14 % |

| Év:            | 2023. | 2024.   |
| -------------- | ----- | ------- |
| Emberek száma: | 1392  | 1385    |
| Eltérés:       |       | -0,50 % |

1880-ban 1452 lakosa közül 1375 magyar, 1 német, 29 egyéb anyanyelvű és 47 csecsemő volt.
1890-ben 1587 lakosa mind magyar anyanyelvű volt.
1900-ban 1847 lakosa közül 1832 magyar, 8 német és 1 szlovák anyanyelvű volt.
1910-ben 1817 lakosa közül 1811 magyar, 5 szlovák és 1 német anyanyelvű volt.
1921-ben 1755 lakosából 1743 magyar, 3 csehszlovák és 1 német volt.
1930-ban 1890 lakosából 1745 magyar, 132 csehszlovák és 7 zsidó volt.
1941-ben 1824 lakosából 1811 magyar, 5 szlovák és 8 egyéb nemzetiségű volt.
1991-ben 1466 lakosából 1294 magyar, 165 szlovák, 5 cseh és 2 egyéb nemzetiségű volt.
2001-ben a község 1448 lakosából 1261 magyar (87%), 182 szlovák, 3 cseh és 1 német volt. 2001-ben lakói közül 925 református, 347 katolikus és 30 evangélikus vallású volt.
2011-ben 1383 lakosából 1157 magyar, 201 szlovák, 5 cseh, 1-1 német és ukrán, illetve 17 ismeretlen nemzetiségű volt.
2021-ben 1375 lakosából 1132 (+28) magyar, 175 (+19) szlovák, (+1) cigány, 7 egyéb és 61 ismeretlen nemzetiségű volt.

## Oktatás
A faluban magyar nyelvű óvoda és általános iskola működik. A korábban református iskolát 1945-ben államosították és megszüntették a magyar nyelvű oktatást, mely 1948-ban indult újra. Ekkor nyílt meg a magyar óvoda is. Az iskola Tarczi Lajos nevét viseli.

## Nevezetességek

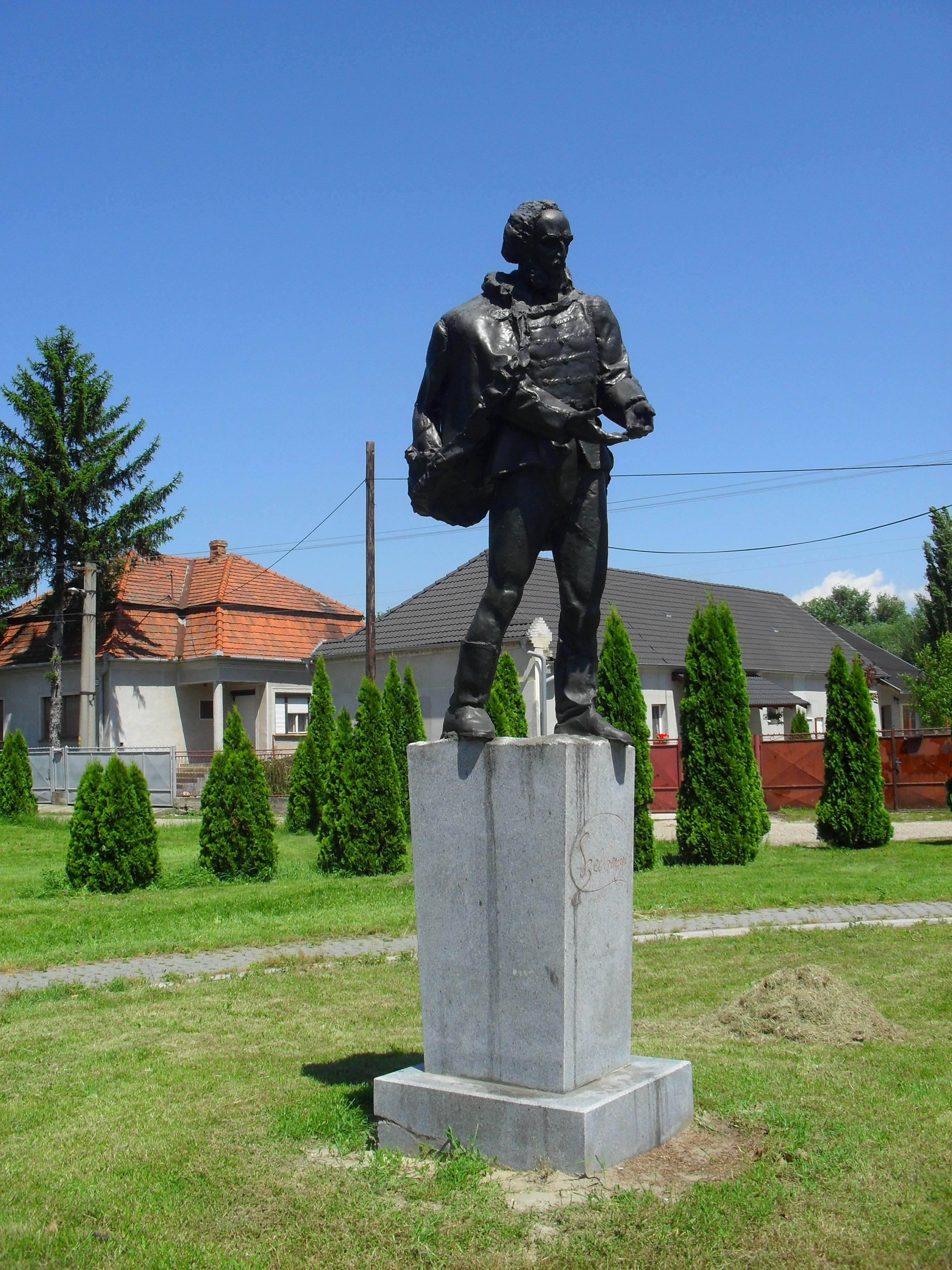
Széchenyi István szobra

- Református temploma a 18. század második felében épült, értékes barokk-klasszicista szószék tartozik hozzá. Kapuzata felett az 1792-es évszám olvasható. A templom mai alakját 1912-ben nyerte el.
- A falutól északnyugatra fekszik a Hetényi-homokdombok (Chotínske piesky) védett terület (4 hektáron 1953 óta), mely a homokpusztai szöcske egyik utolsó előfordulási helye.
- Galériája Lilláról, Csokonai Vitéz Mihály szerelméről kapta a nevét, aki itt volt lelkészfeleség.
- A református parókia 1931-ben épült.
- A régi iskola 1857-ben, az új 1872-1873-ban épült. Ma óvodaként, illetve református gyülekezeti központként működnek.
- Hetényi Újbor Ünnepe.

### Emlékművek, emléktáblák
- A faluban egész alakos szobrot állítottak Széchenyi Istvánnak. A szobor Nagy János alkotása és 2000-ben avatták fel.
- Az alapiskola épületének falán 1994-ben avatták fel Tarczy Lajos emléktábláját, mely Nagy Lajos alkotása.
- A református templom falán 1934-ben helyezték el Szentpéteri Márton gályarab prédikátor emléktábláját.
- A községi hivatal falán 2005-ben a falu első írásos említésének 930. évfordulóján emléktáblát helyeztek el.
- A községi hivatal falán található a kitelepítettek emléktáblája, melyet 1998-ban avattak fel.
- Az óvoda falán található a Csemadok megalakulásának 50. évfordulójára 1999-ben elhelyezett emléktábla.
- A községi hivatal közelében áll Tarczy Lajos emlékműve (kőoszlop emléktáblával és plakettel).
- A református templom bejáratával szemben 2007-ben, a reformáció 490. évfordulójára kopjafát állítottak.
- A millenniumi kopjafa a falu központjában, a Széchenyi-szoborral szemben áll, a községcímer díszíti. Buncz János alkotása, 2001-ben avatták fel.
- A temetőben áll a két világháborúban elesett hetényiek emlékműve. Az oszlopos, turulmadárral díszített emlékművet 1924-ben állította a község, később egészítették ki a második világháború áldozatainak névsorával.

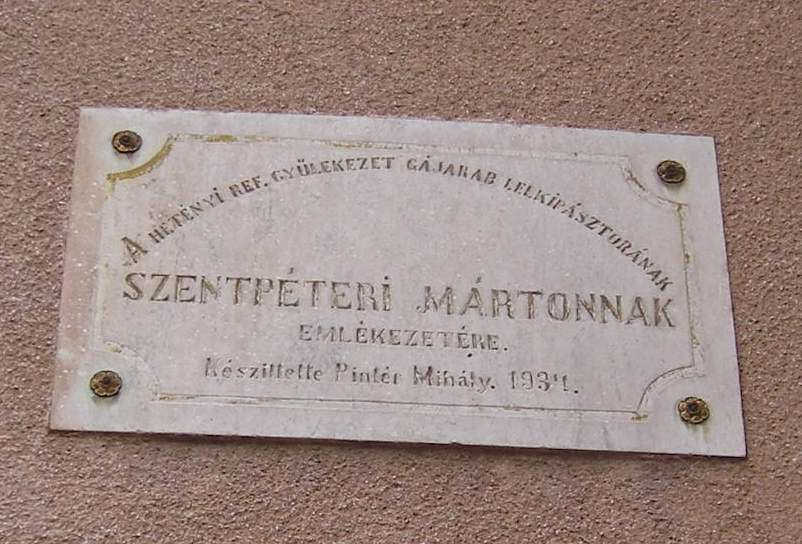
Szentpéteri Márton-emléktábla
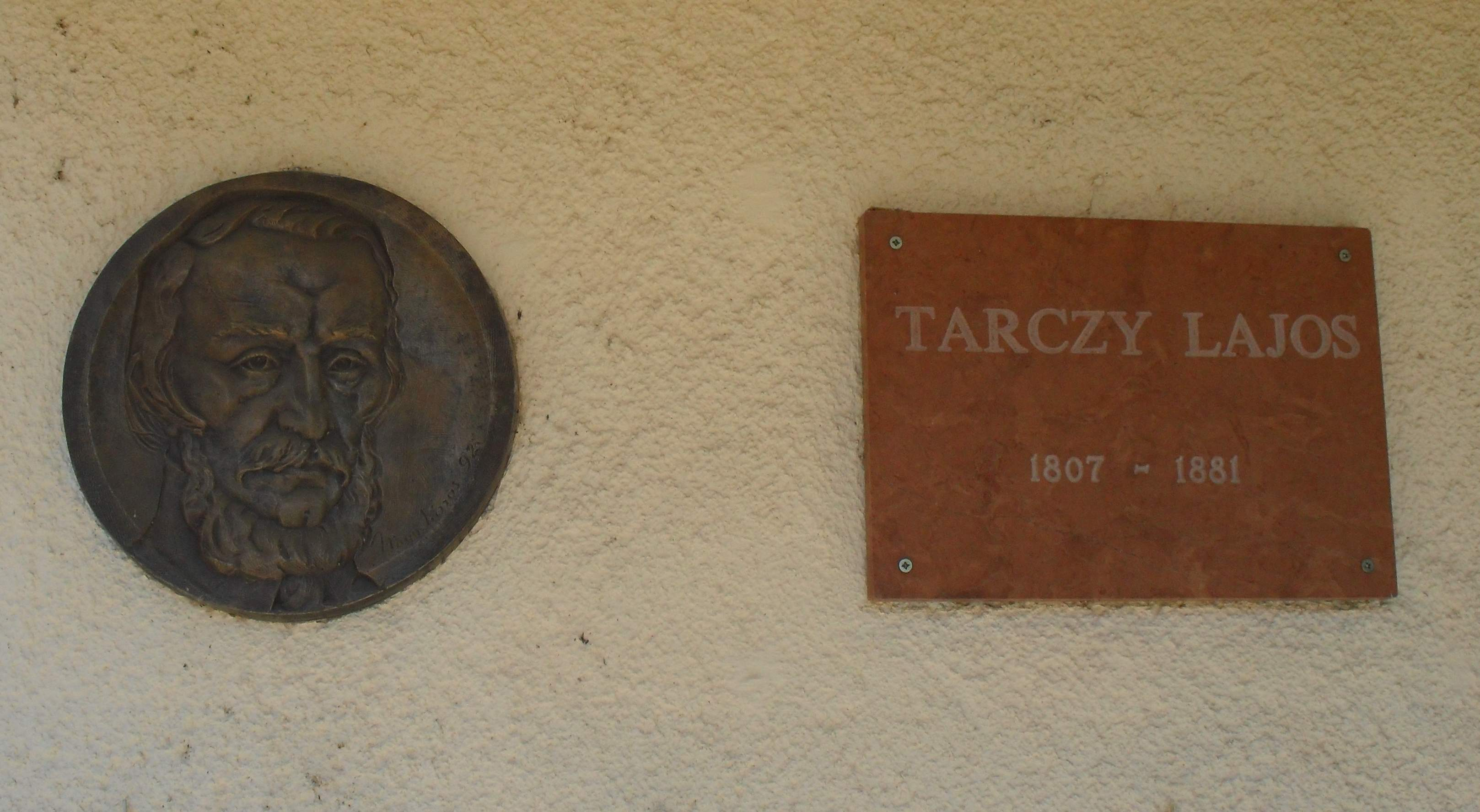
Tarczy Lajos-emléktábla
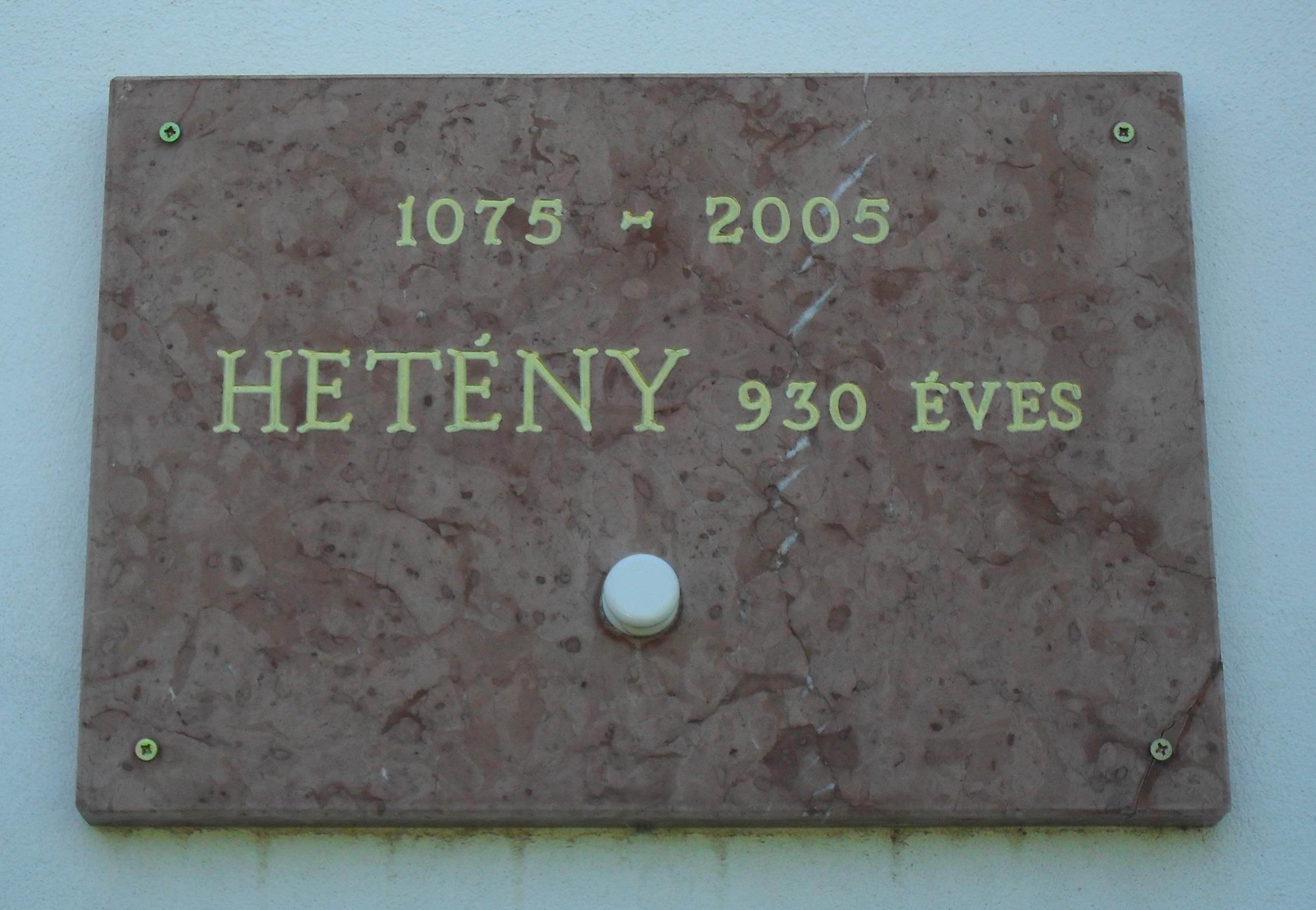
Alapítási emléktábla
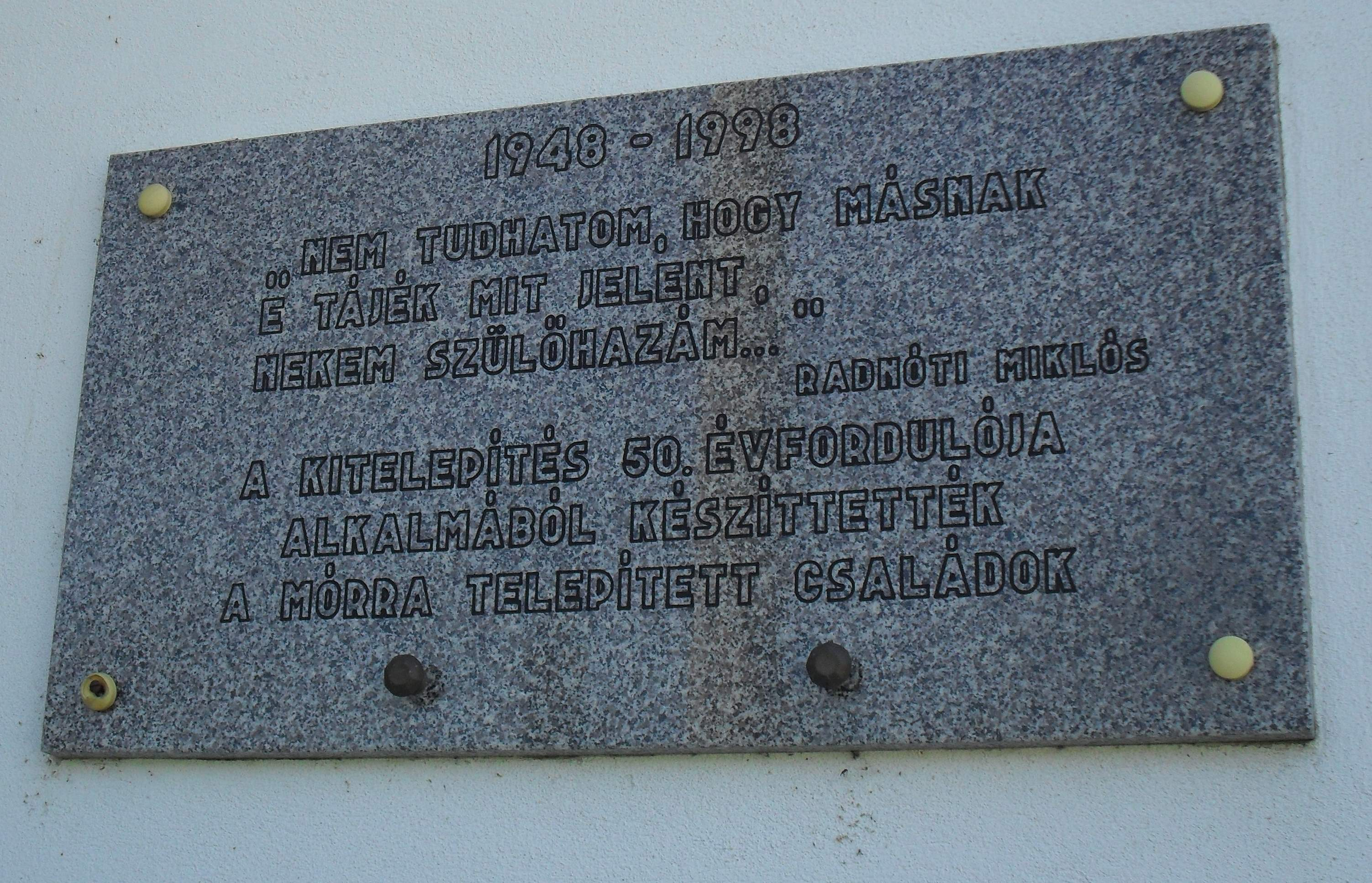
A kitelepítettek emléktáblája
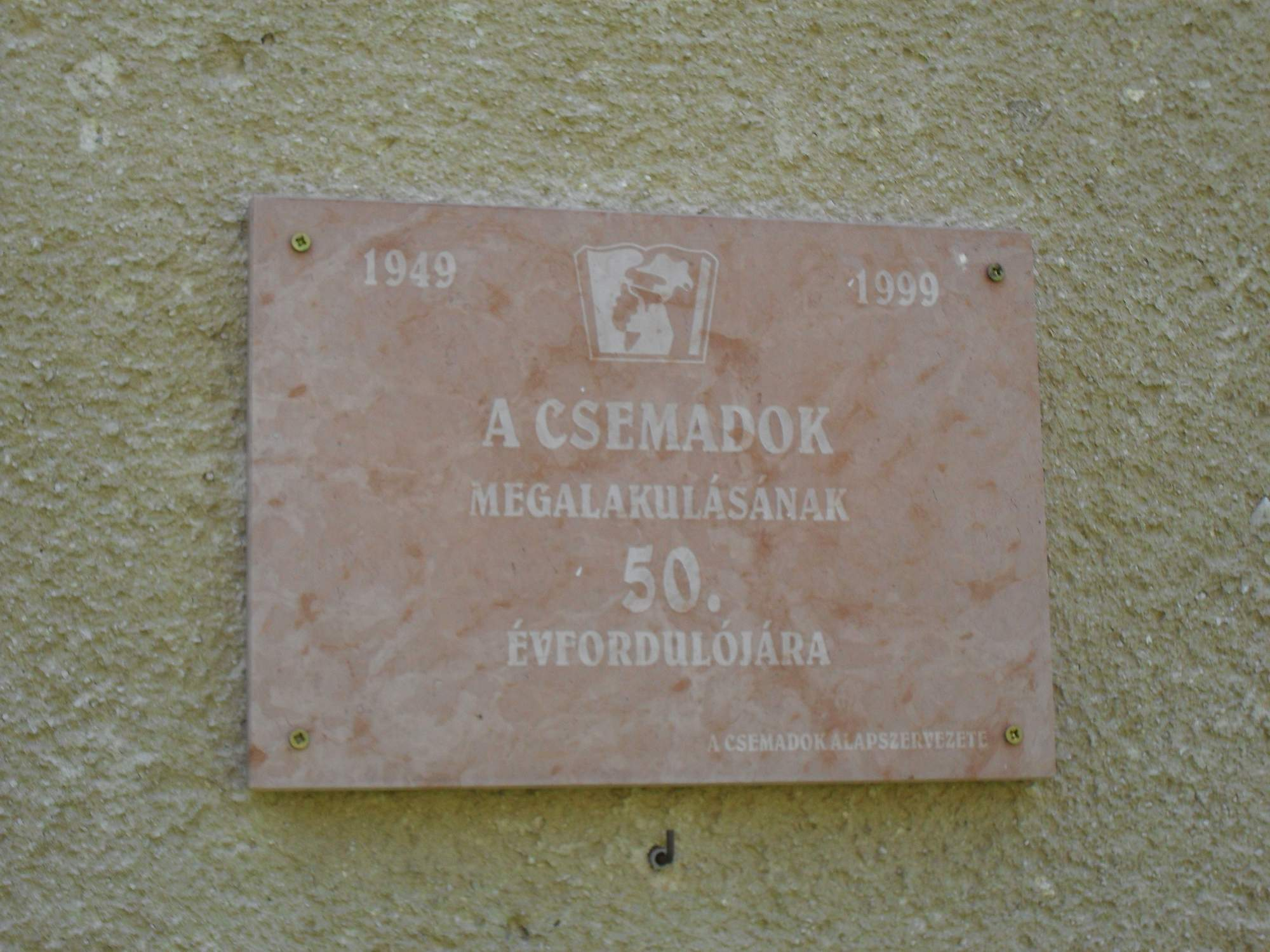
Csemadok-emléktábla
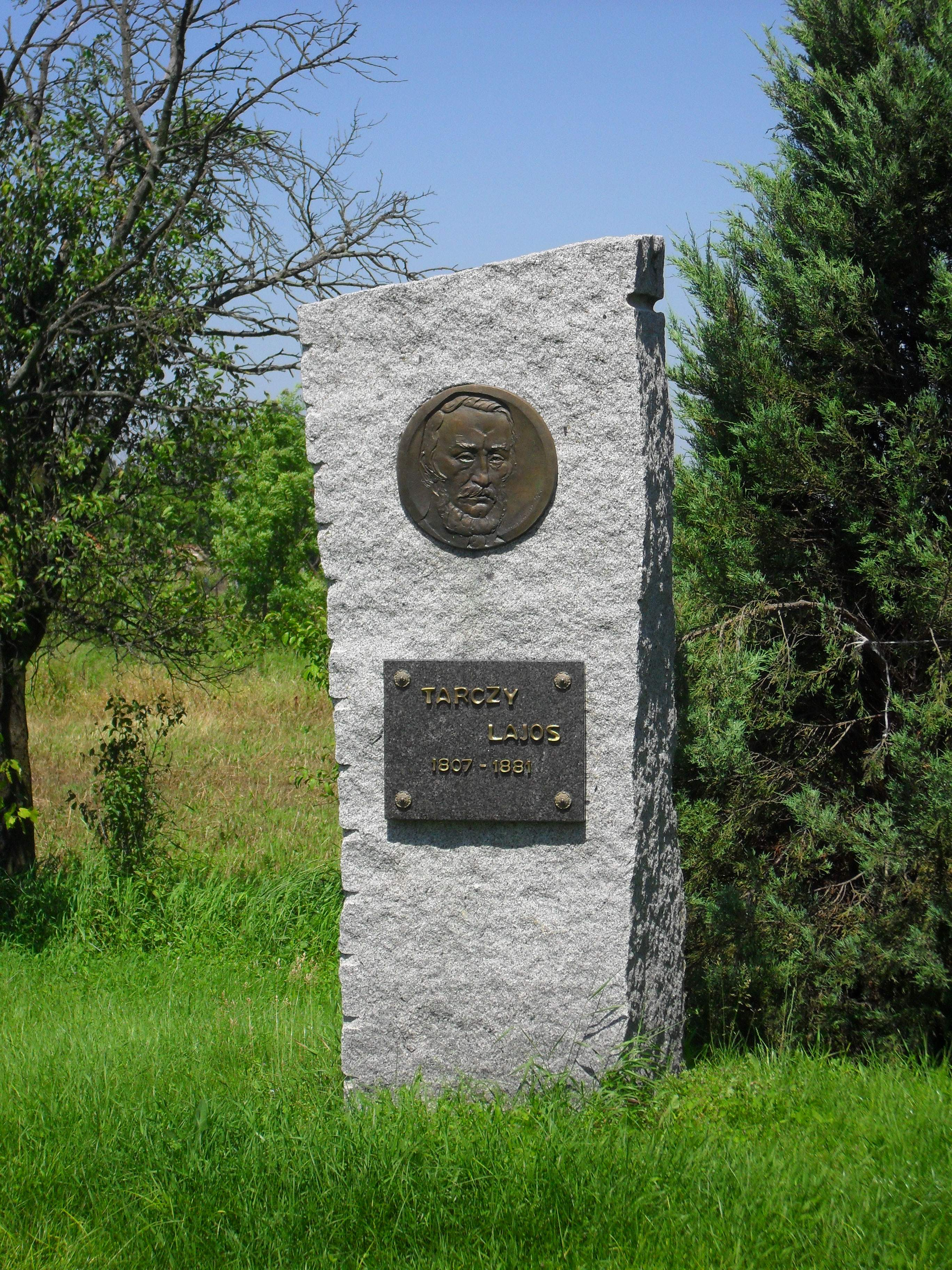
Tarczy Lajos emlékműve
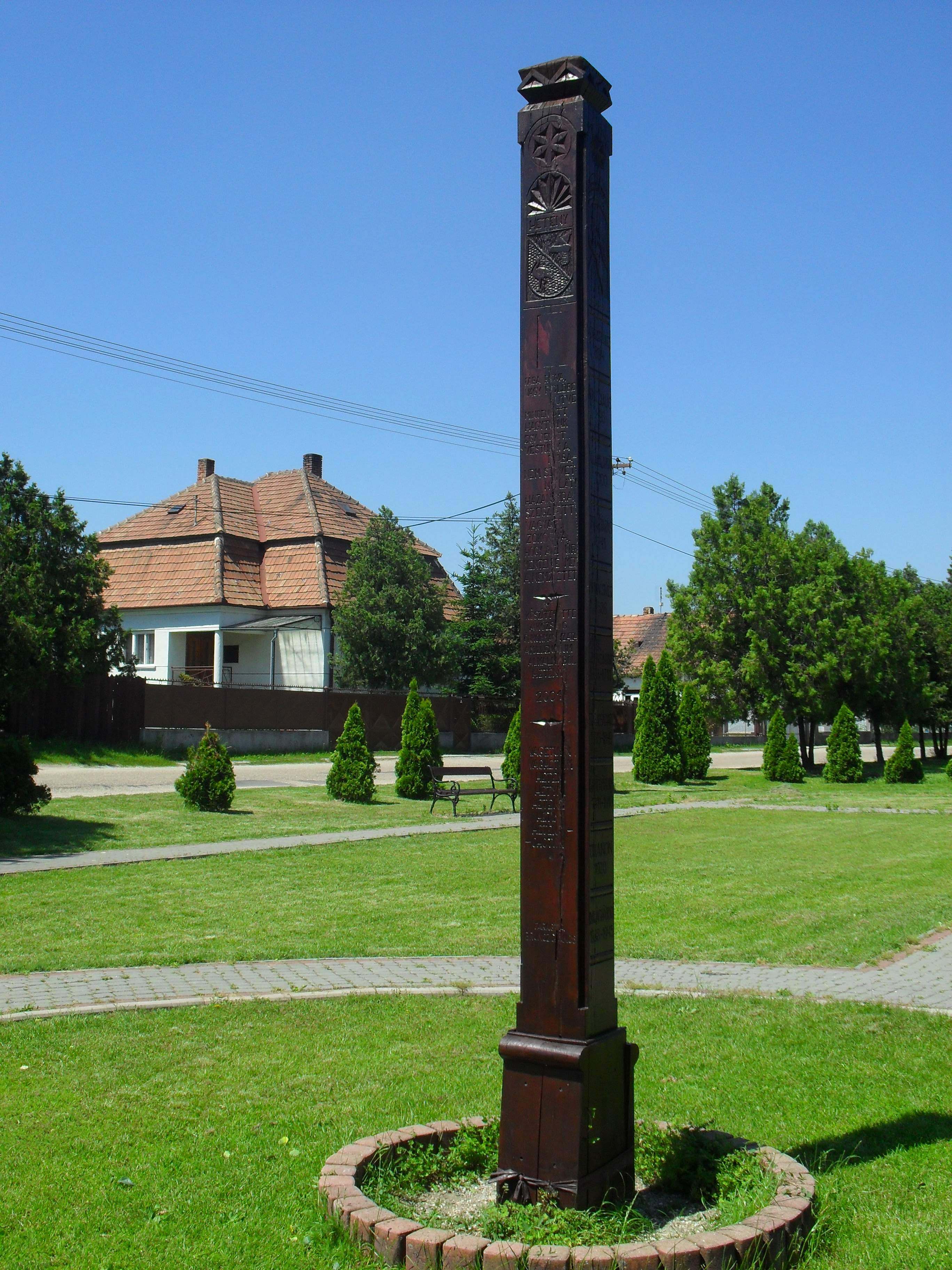
Millenniumi kopjafa
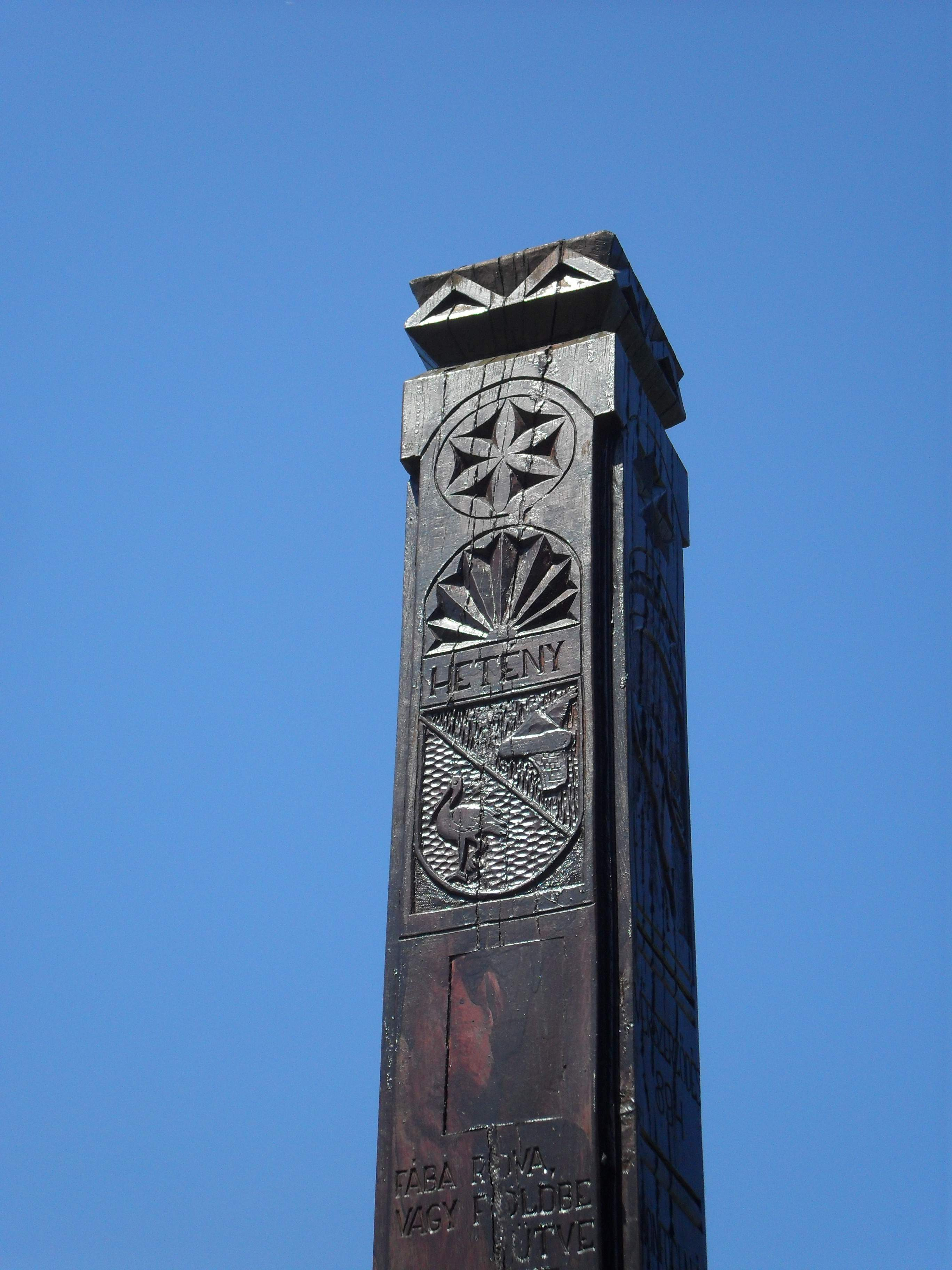
Millenniumi kopjafa - részlet
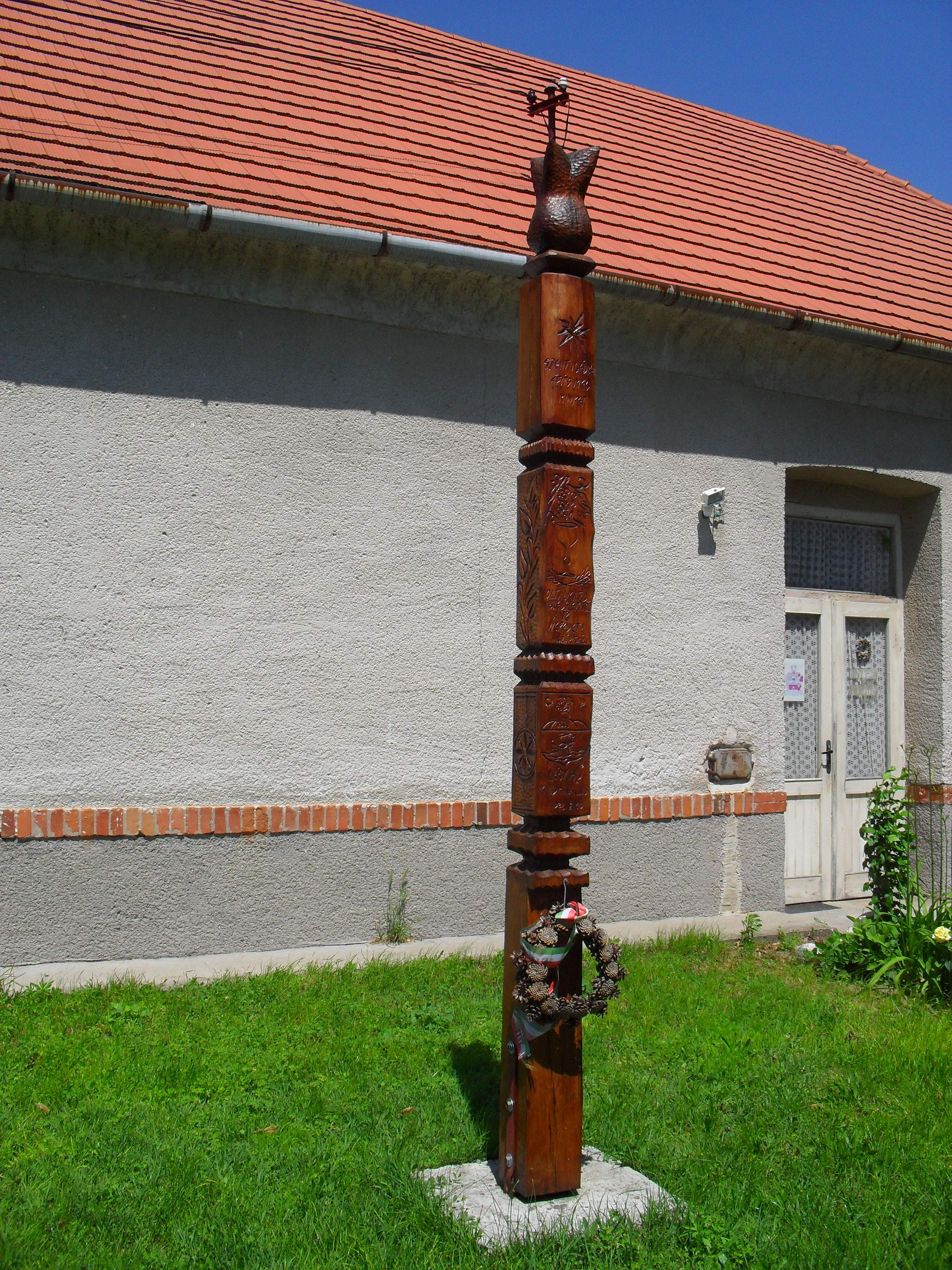
A reformáció évfordulójára állított kopjafa
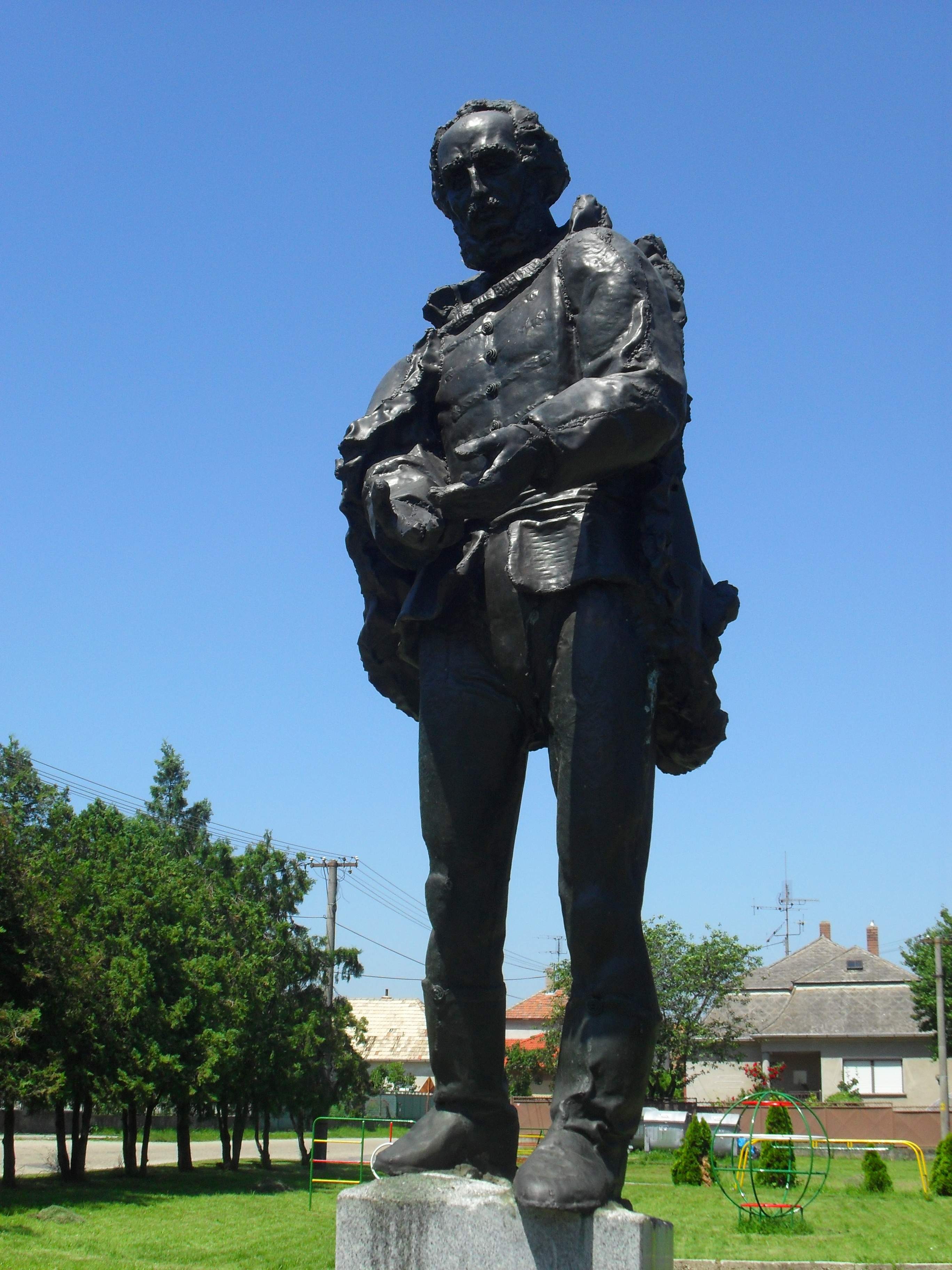
Széchenyi István szobra
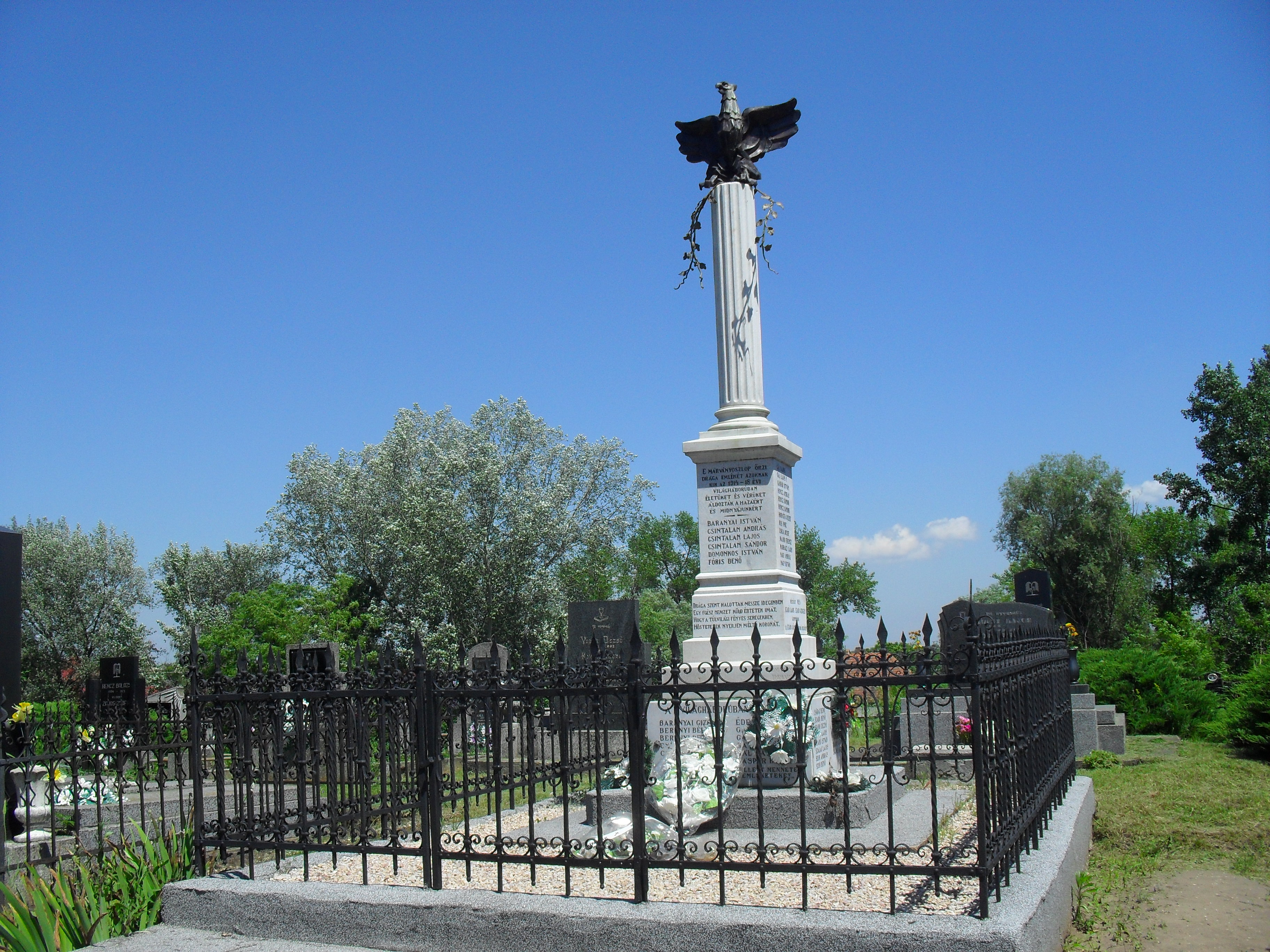
A két világháború áldozatainak emlékműve

### Szakrális kisemlékek
- Műkőből készült temetői nagykereszt a katolikus temetőben.

## Híres emberek
- Tarczy Lajos (1807–1881) filozófus, természettudós a faluban született. Tiszteletére évente megrendezik a Tarczy Lajos Napokat, ő az alapiskola névadója és emléktábla is őrzi emlékét.
- Hetényen született 1942. november 6-án Varga Sándor történész, levéltáros, politikus.[22]
- Itt szolgált Farkas Benő (1826-1886) református lelkész.
- Itt szolgál Écsi Gyöngyi (1965) lelkész, népdalénekes, gyűjtő.
- Itt élt Rancsó Dezső (1966) magyar színész.
- Itt ásatott Mikuláš Dušek (1913-1994) régész, igazgató, Ratimorsky Piroska (1944) régész, a komáromi Duna Menti Múzeum egykori munkatársa, illetve Peter Romsauer (1947) nyitrai régészprofesszor.

## Képtár

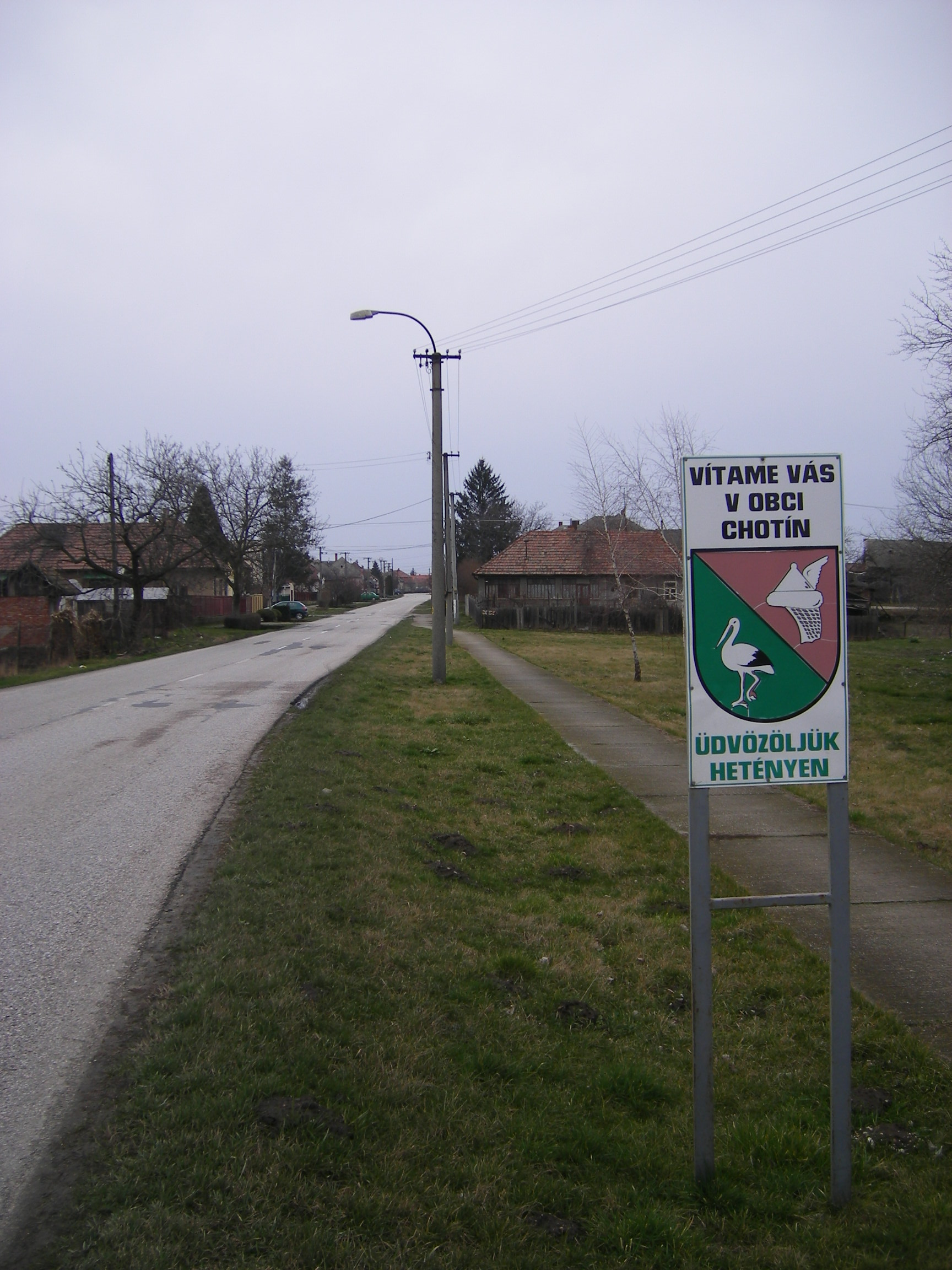
Címeres falutábla
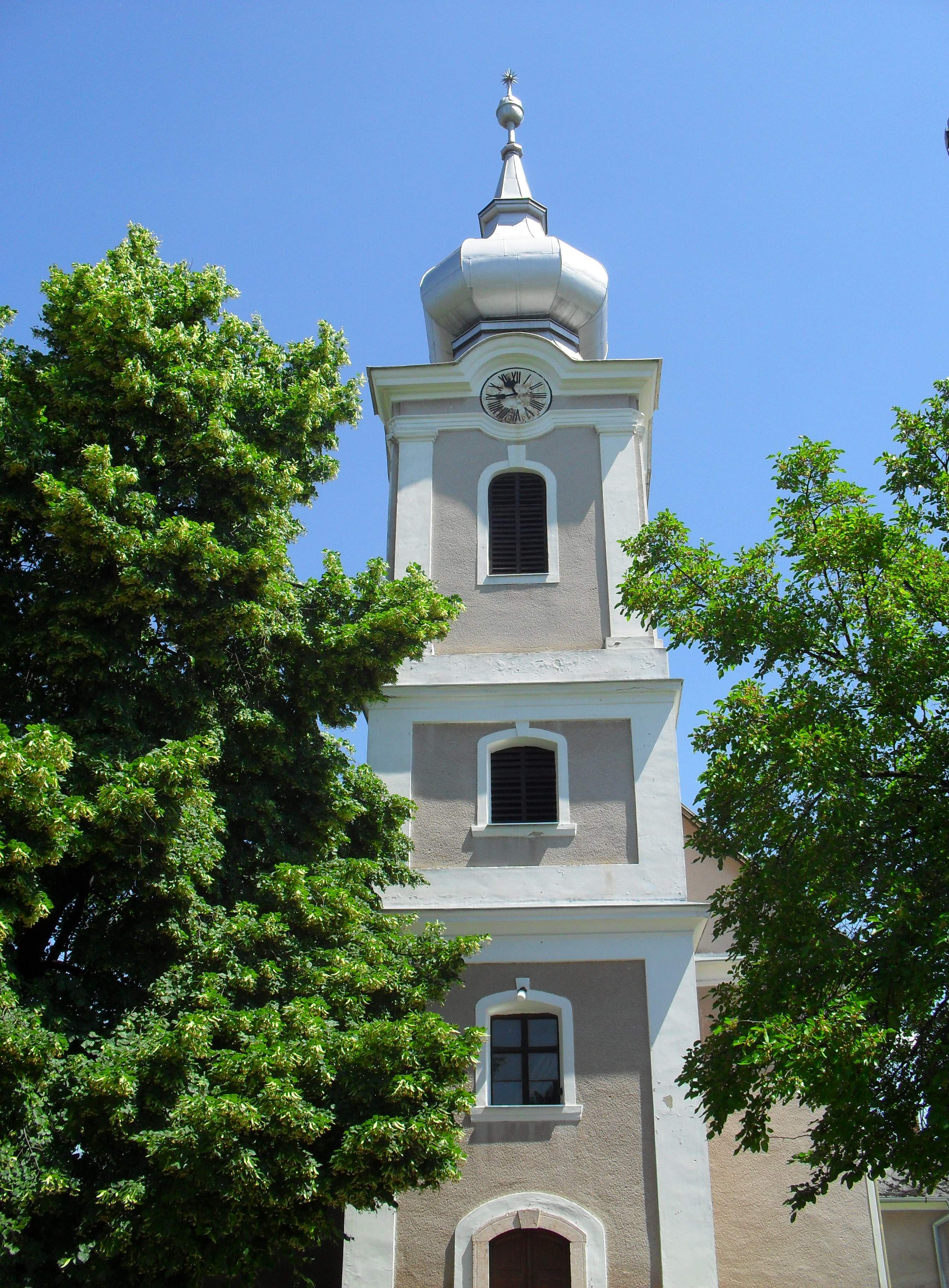
Református templom
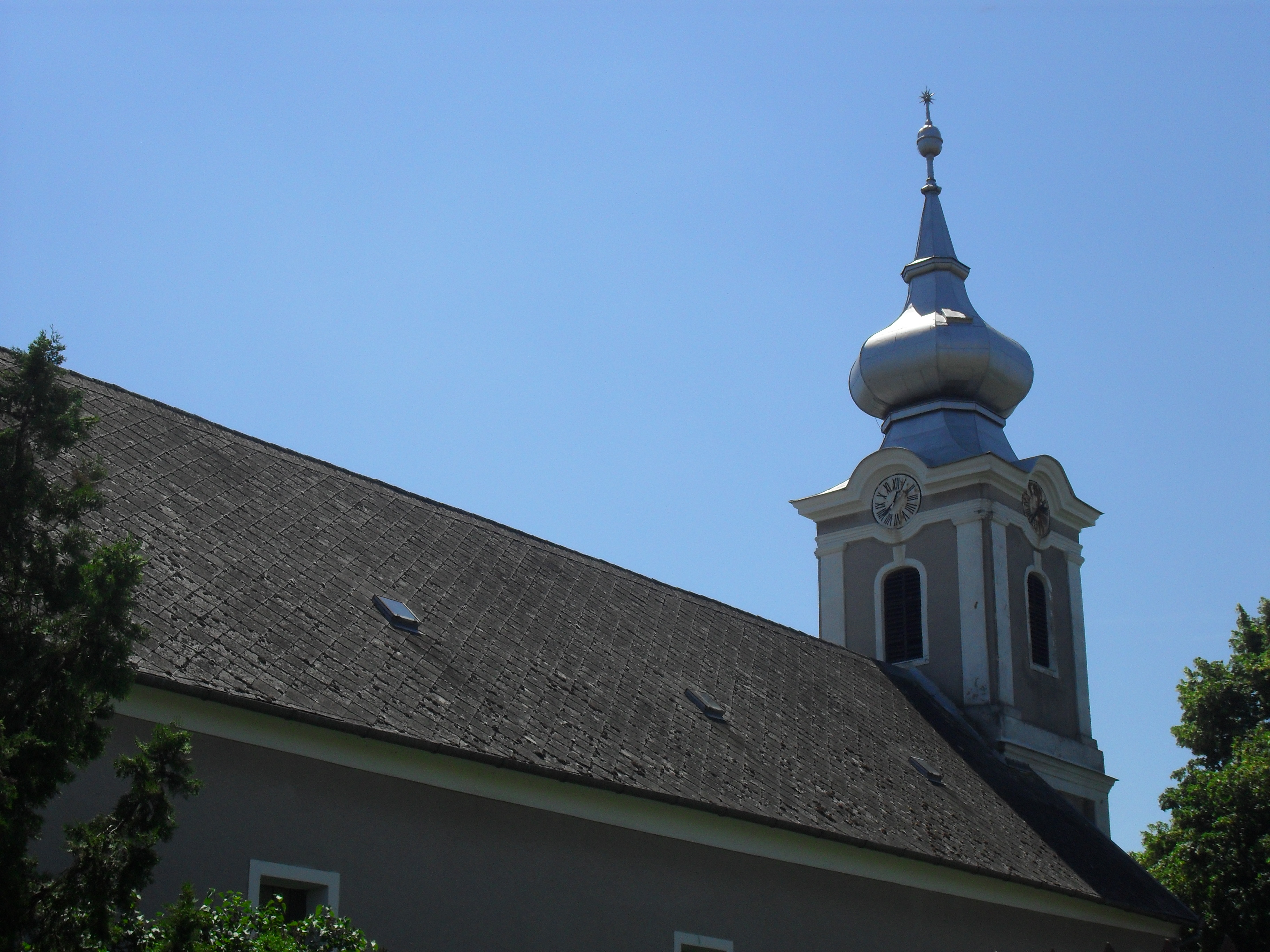
Református templom
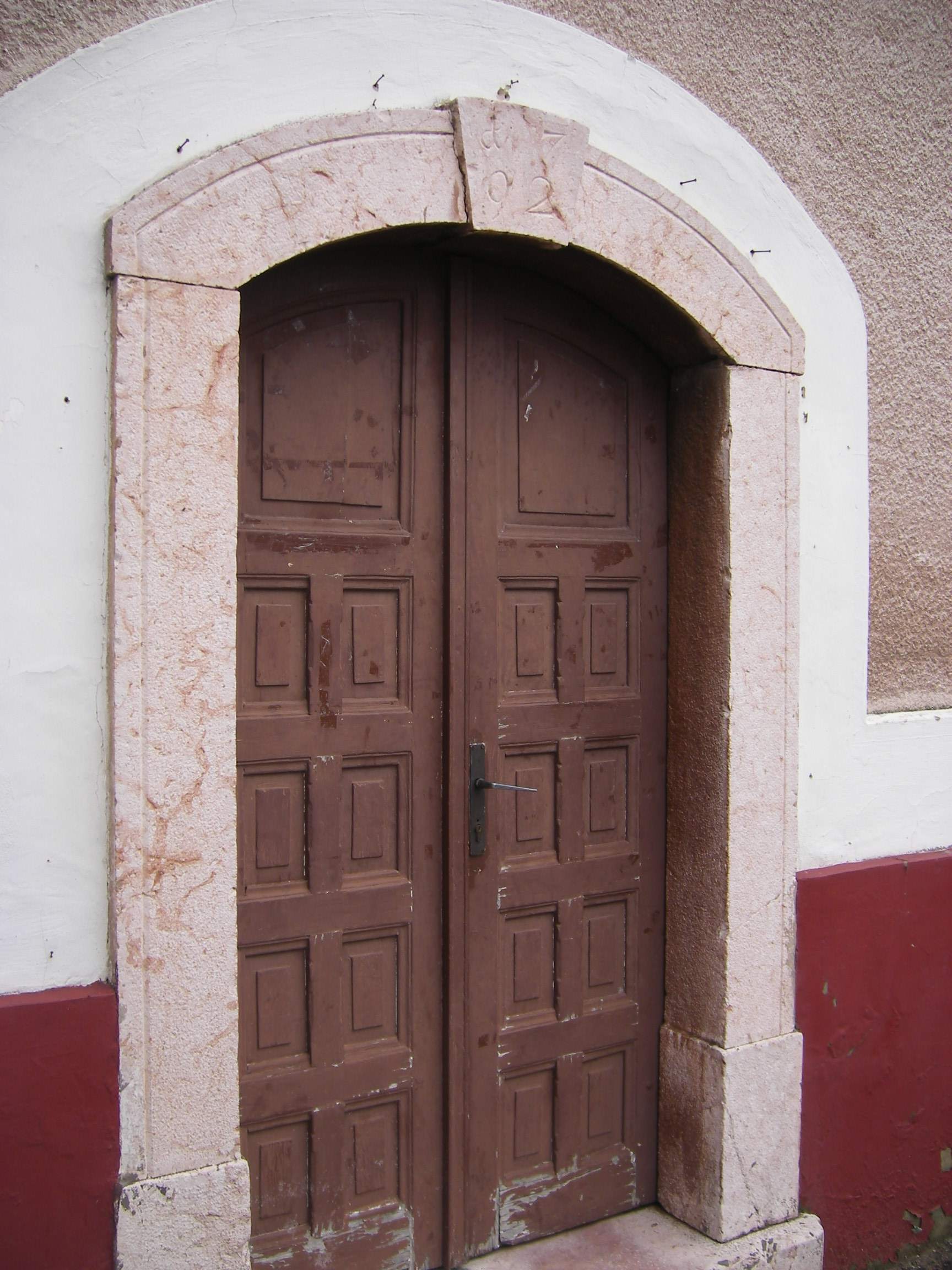
A református templom kapuja (1792)
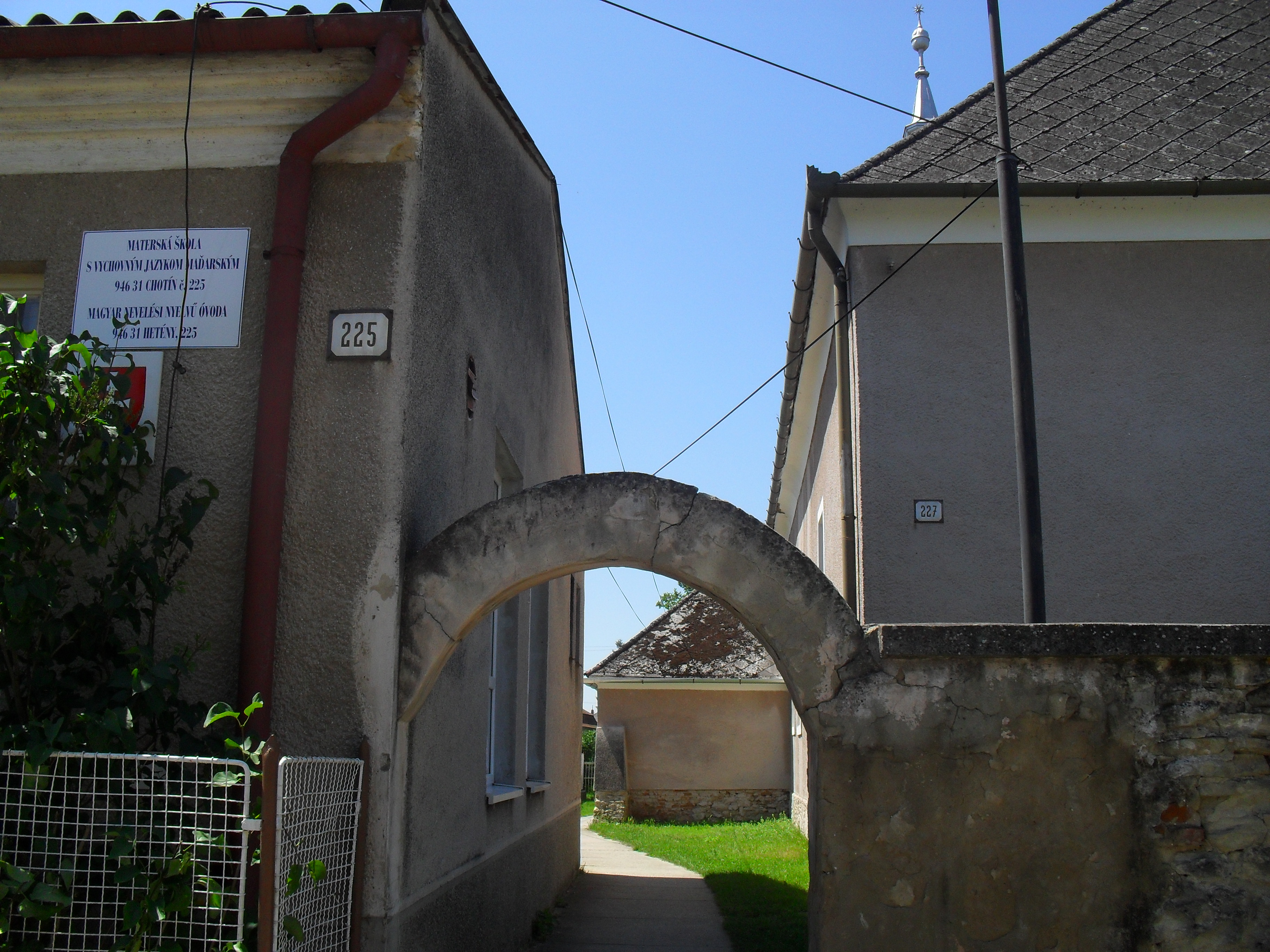
A református templom udvarának kapuja
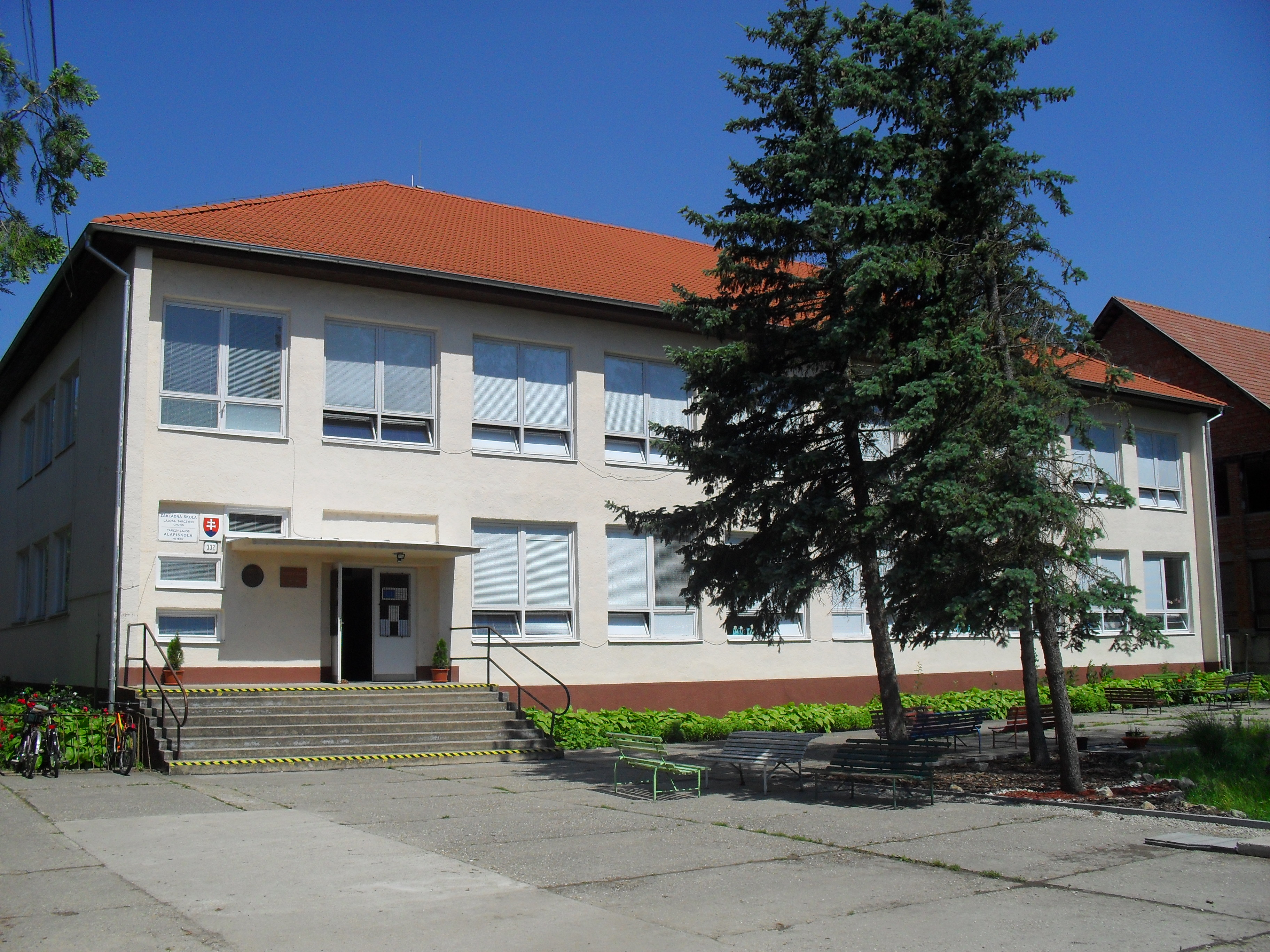
Tarczy Lajos Alapiskola
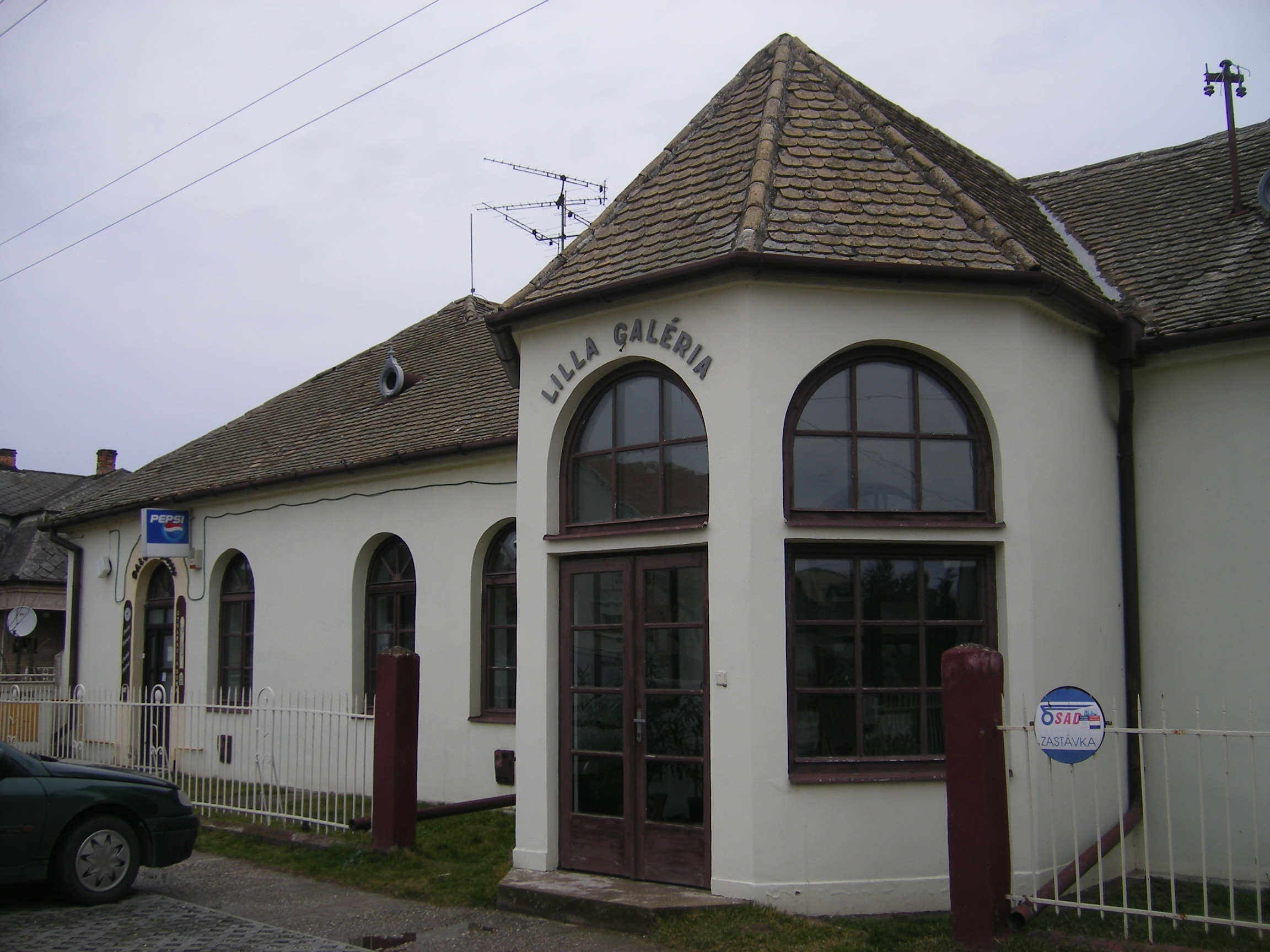
A Lilla Galéria
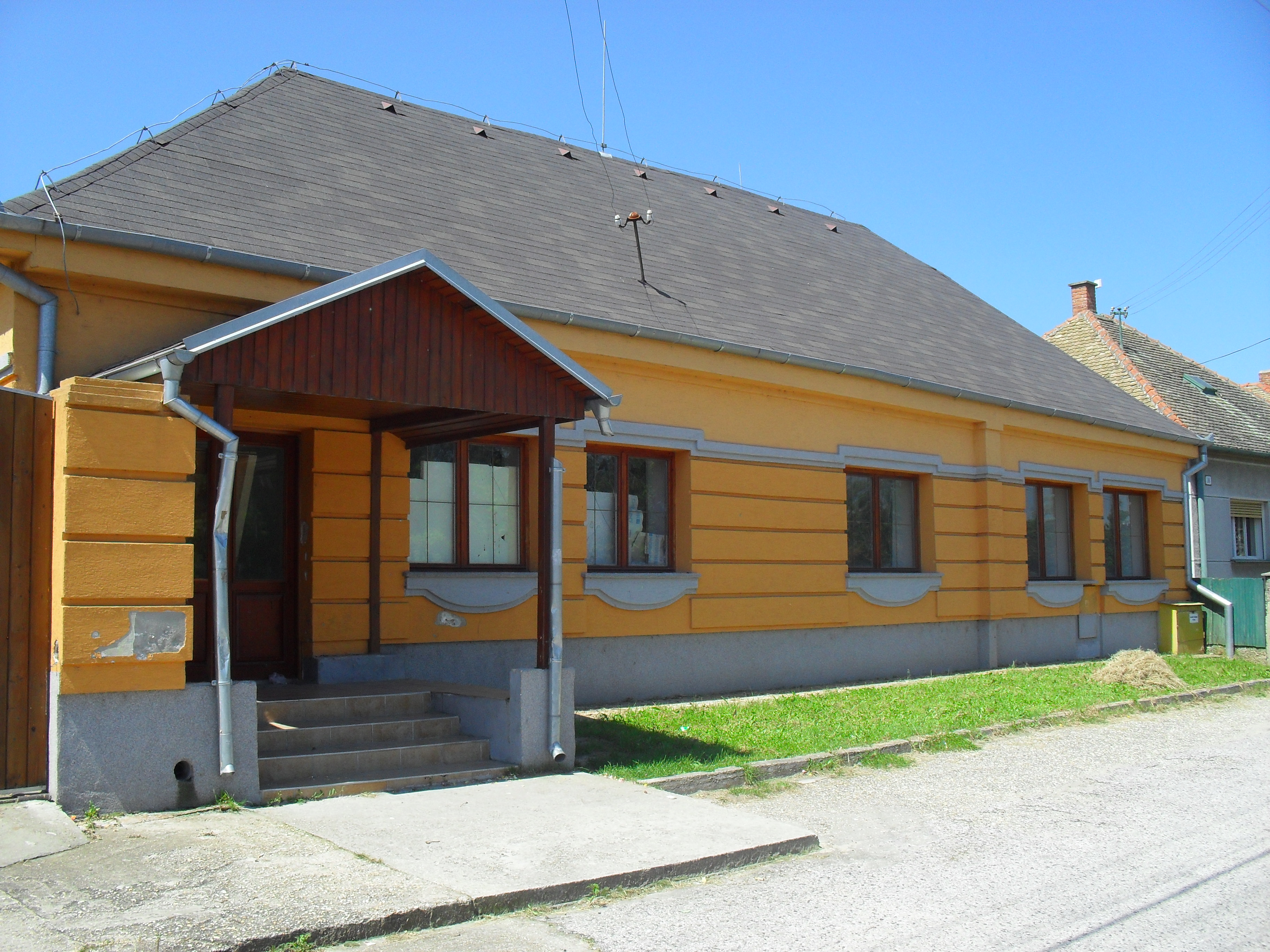
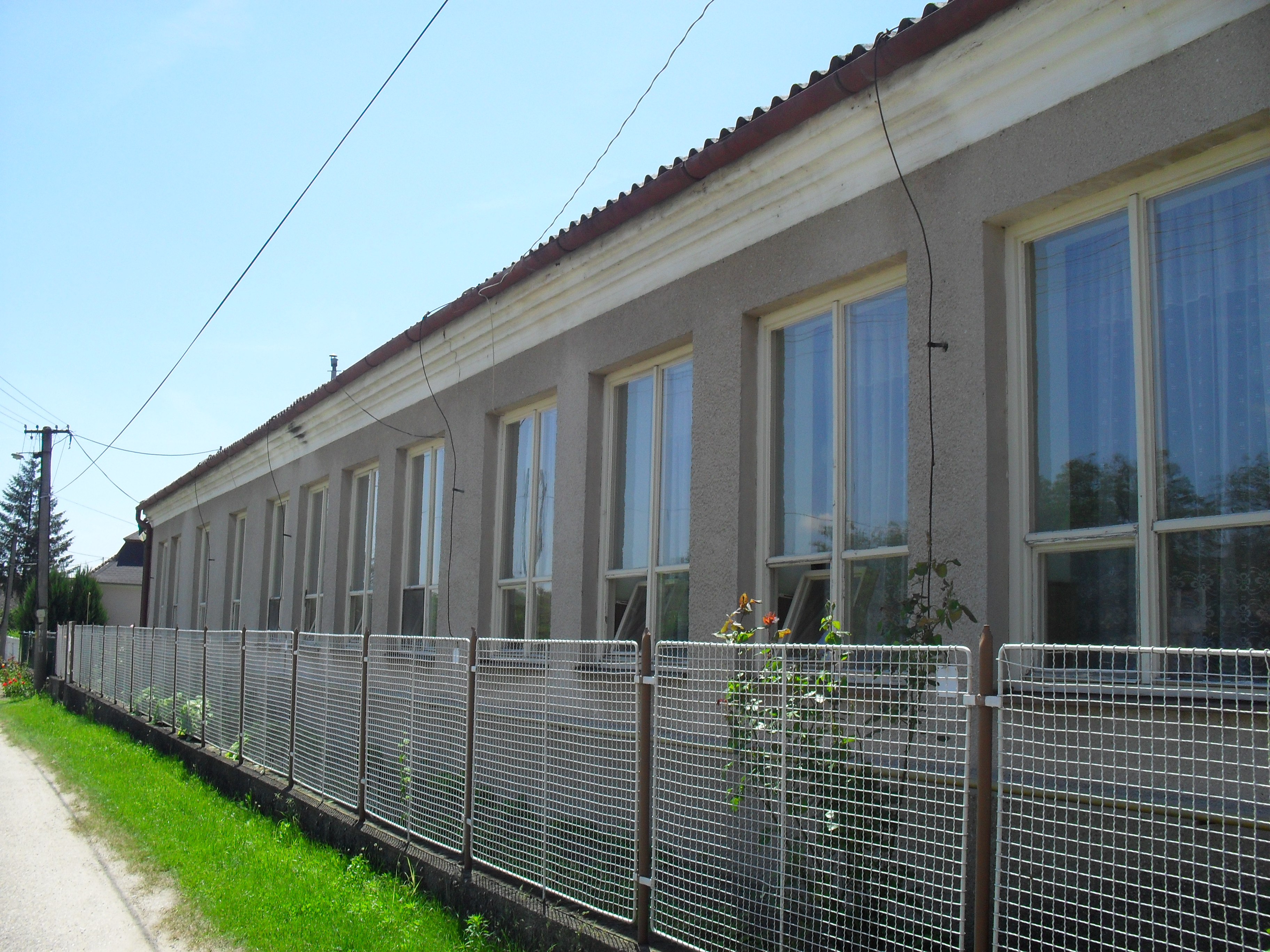
Óvoda
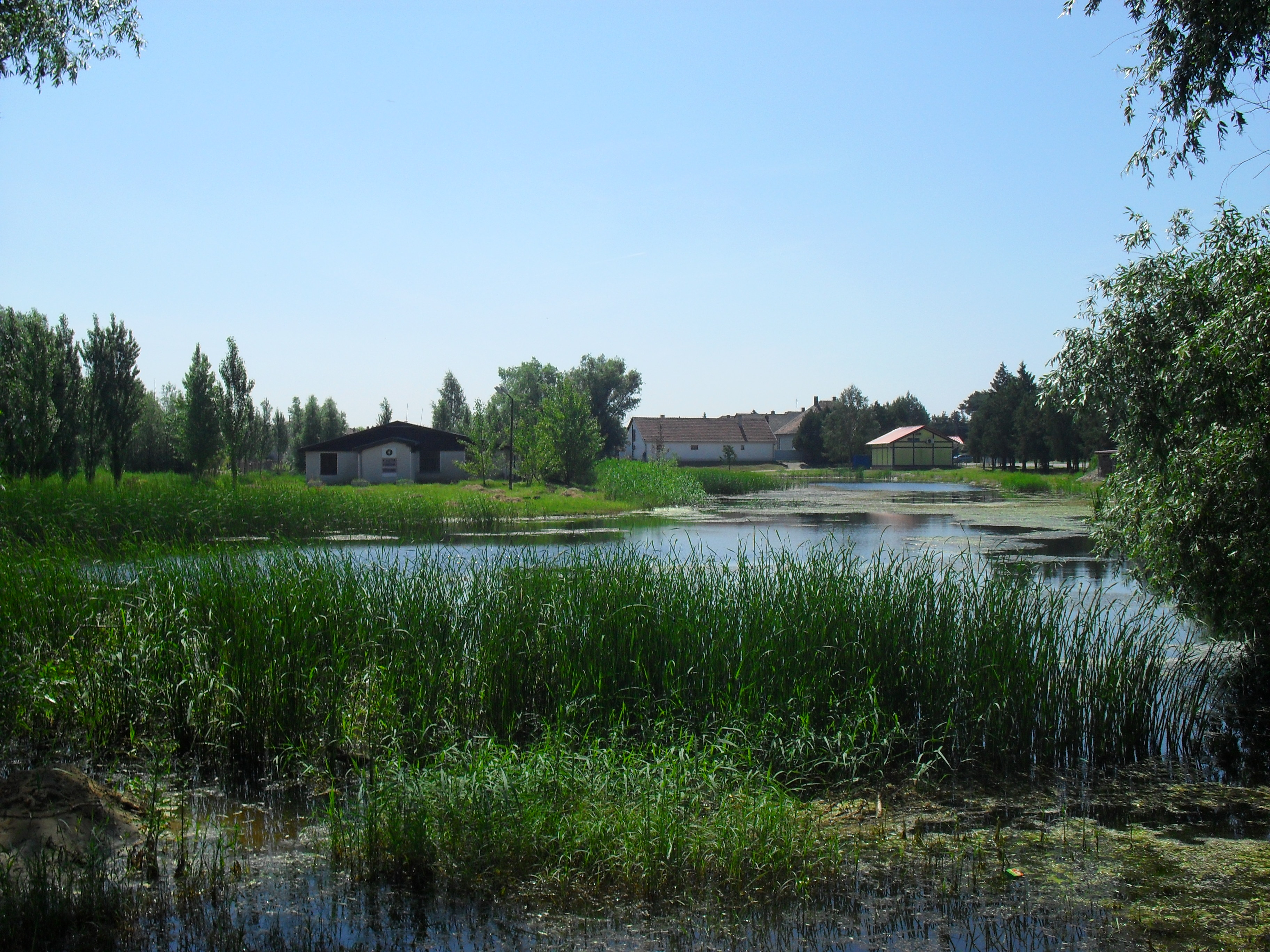
Kis tó a faluközpontban
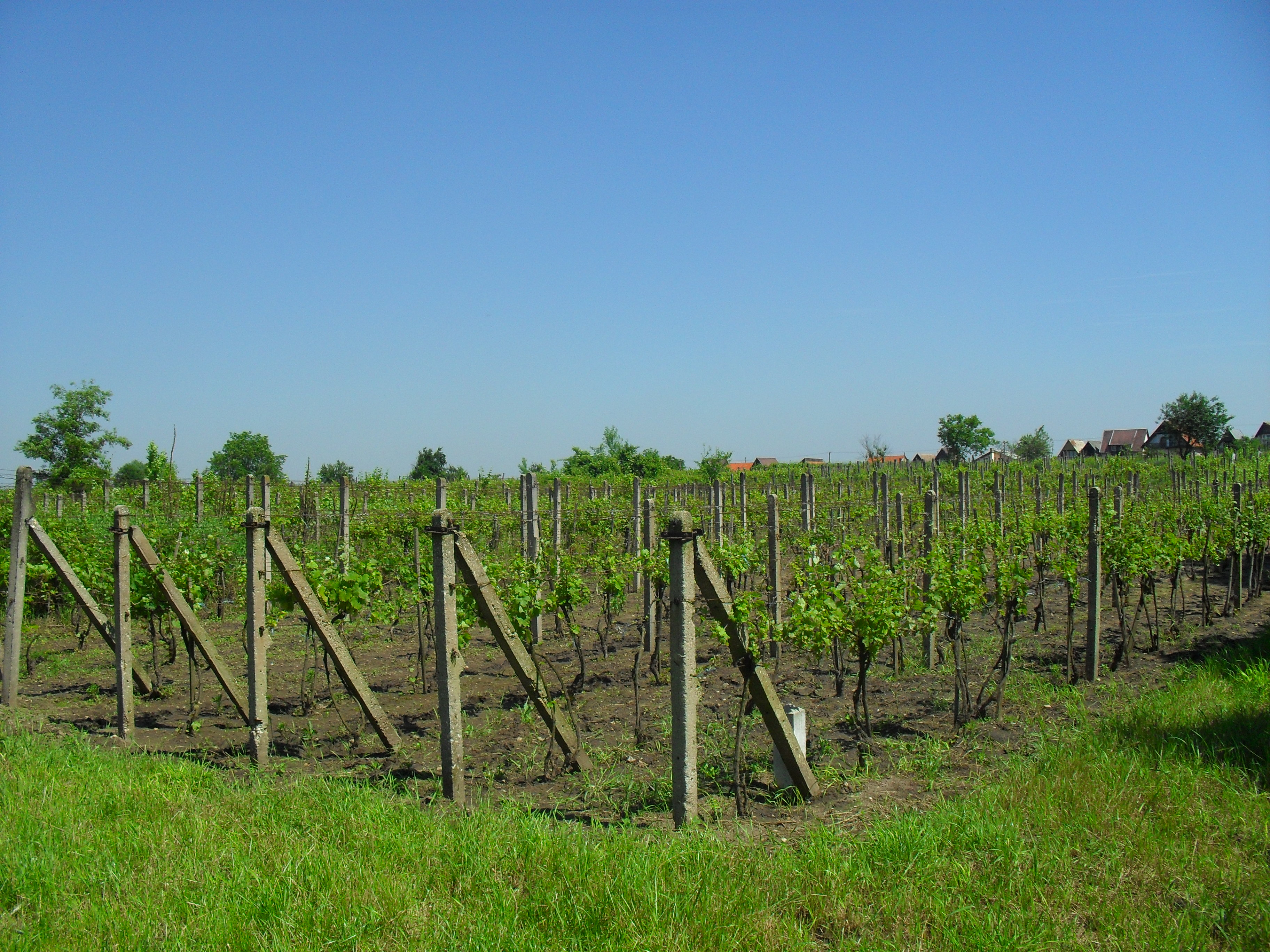
Szőlőtermesztés a községben
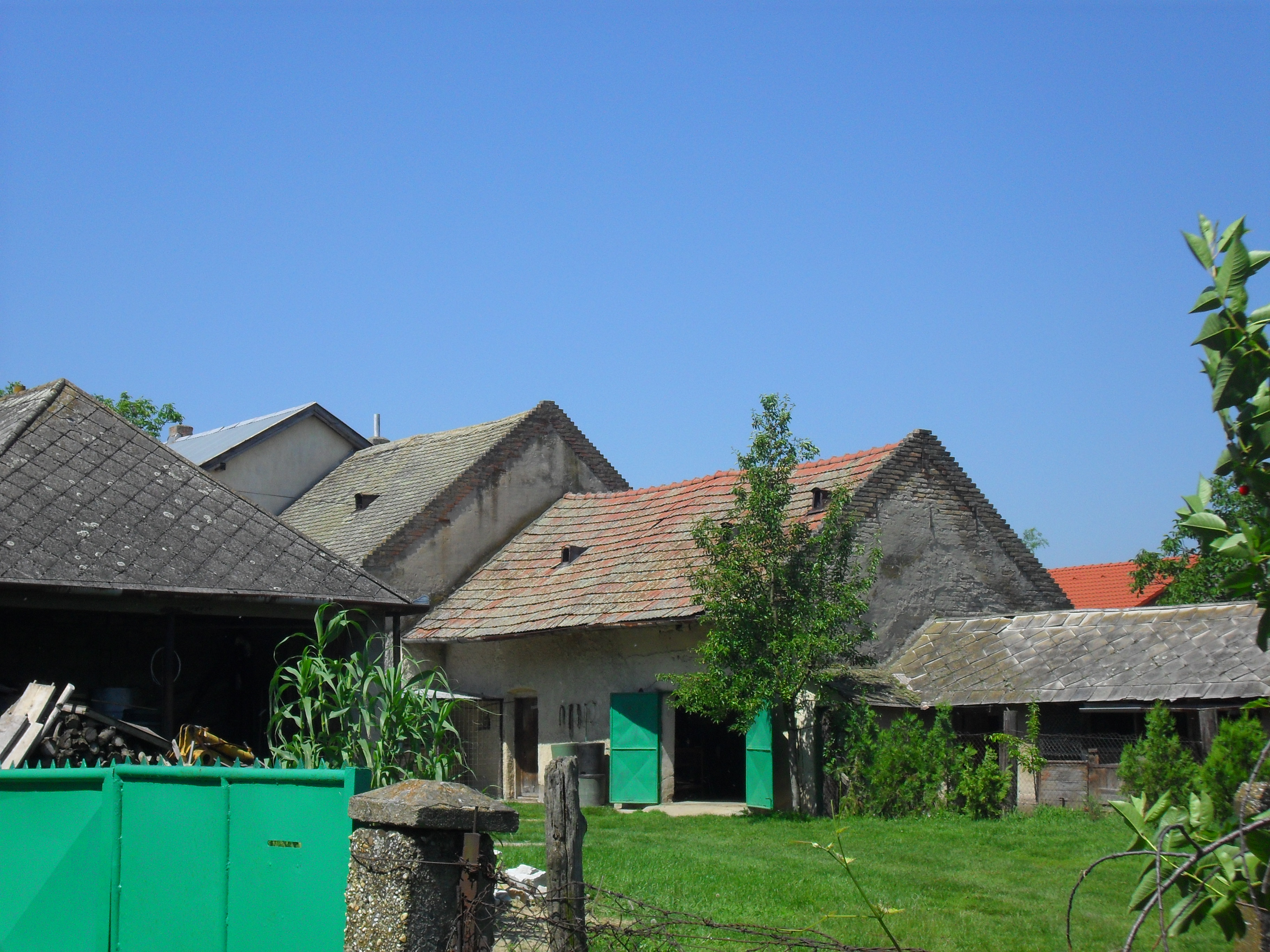
Hagyományos építkezési mód Hetényen
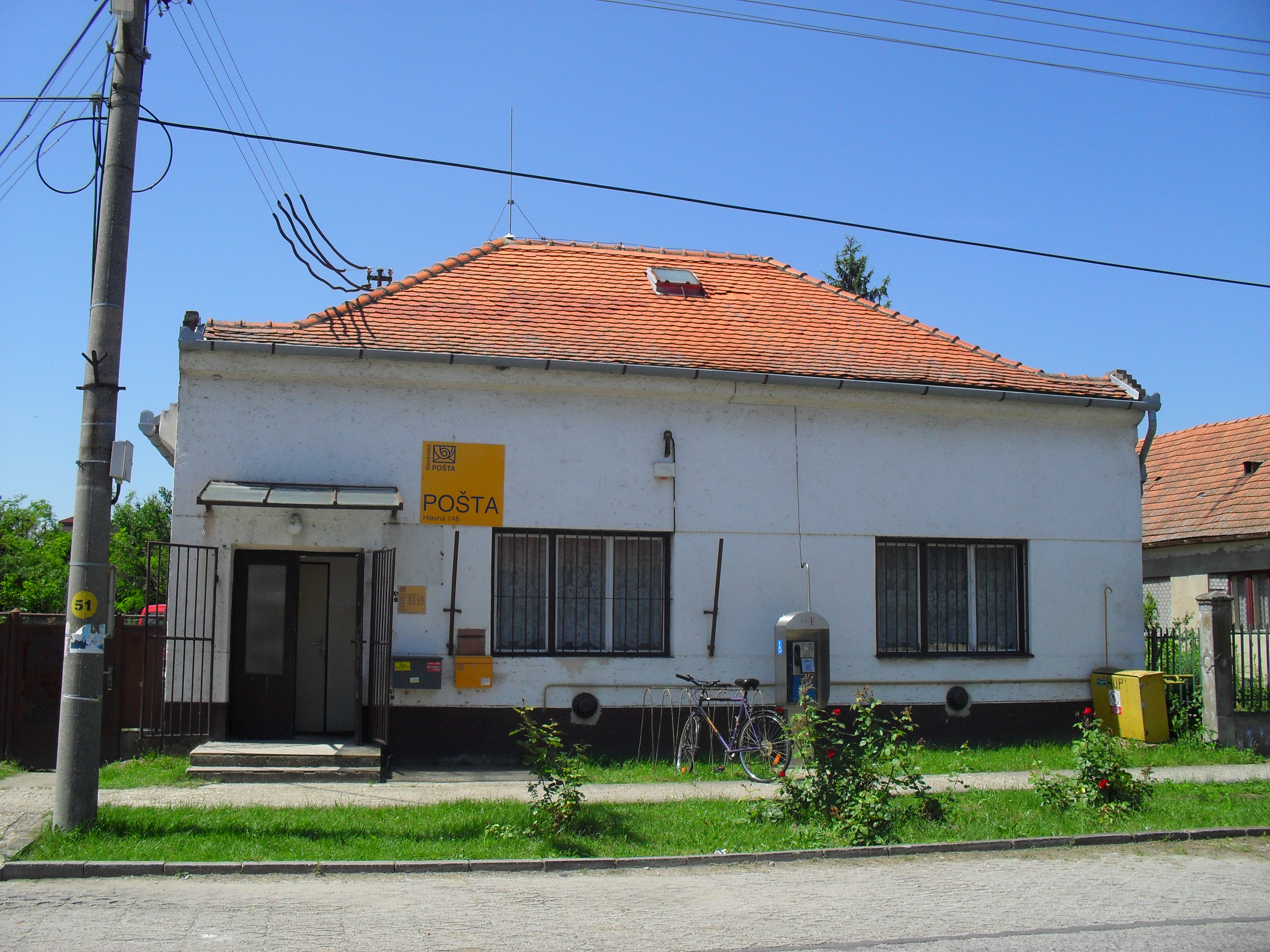
Posta
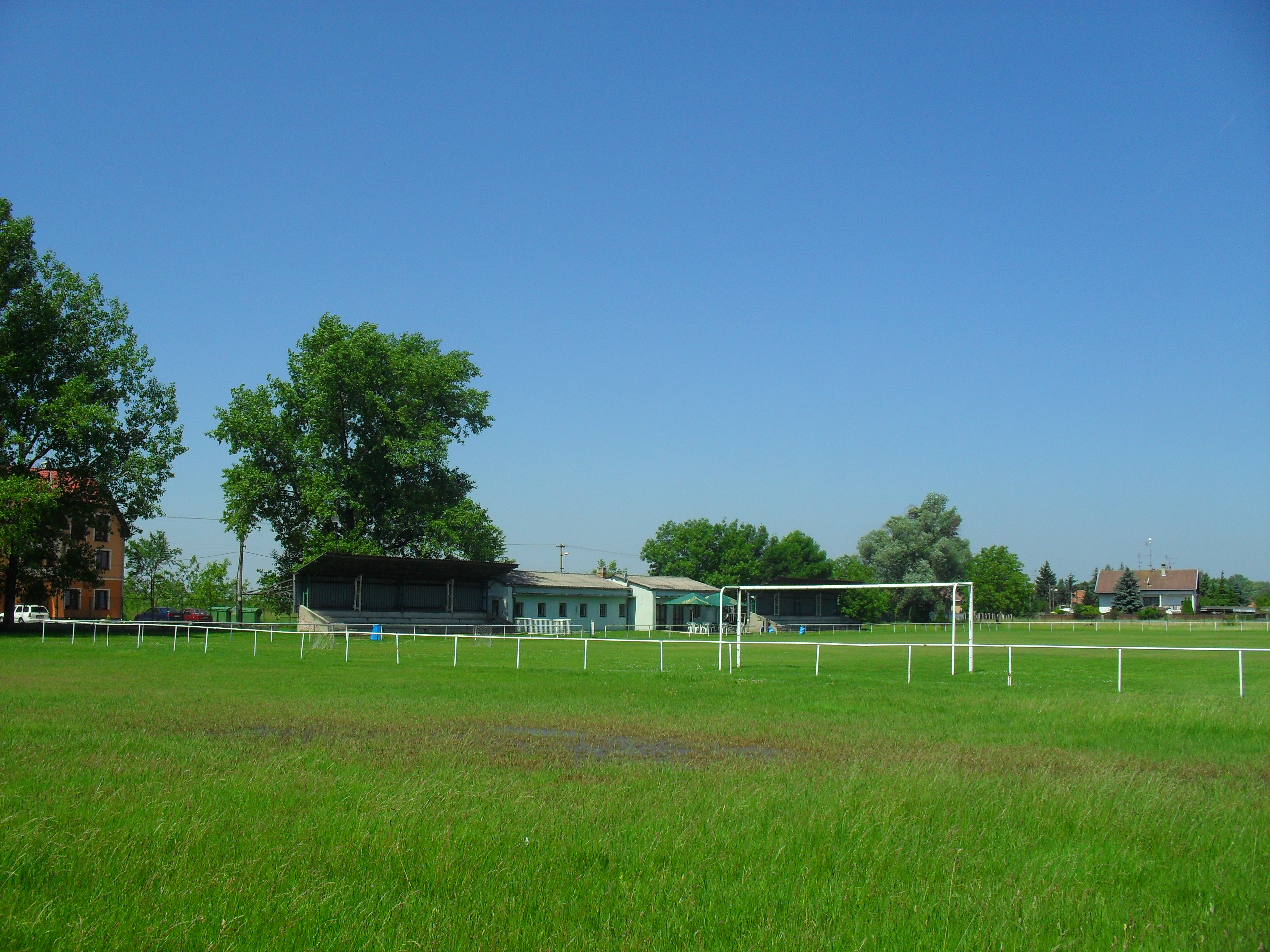
Futballpálya
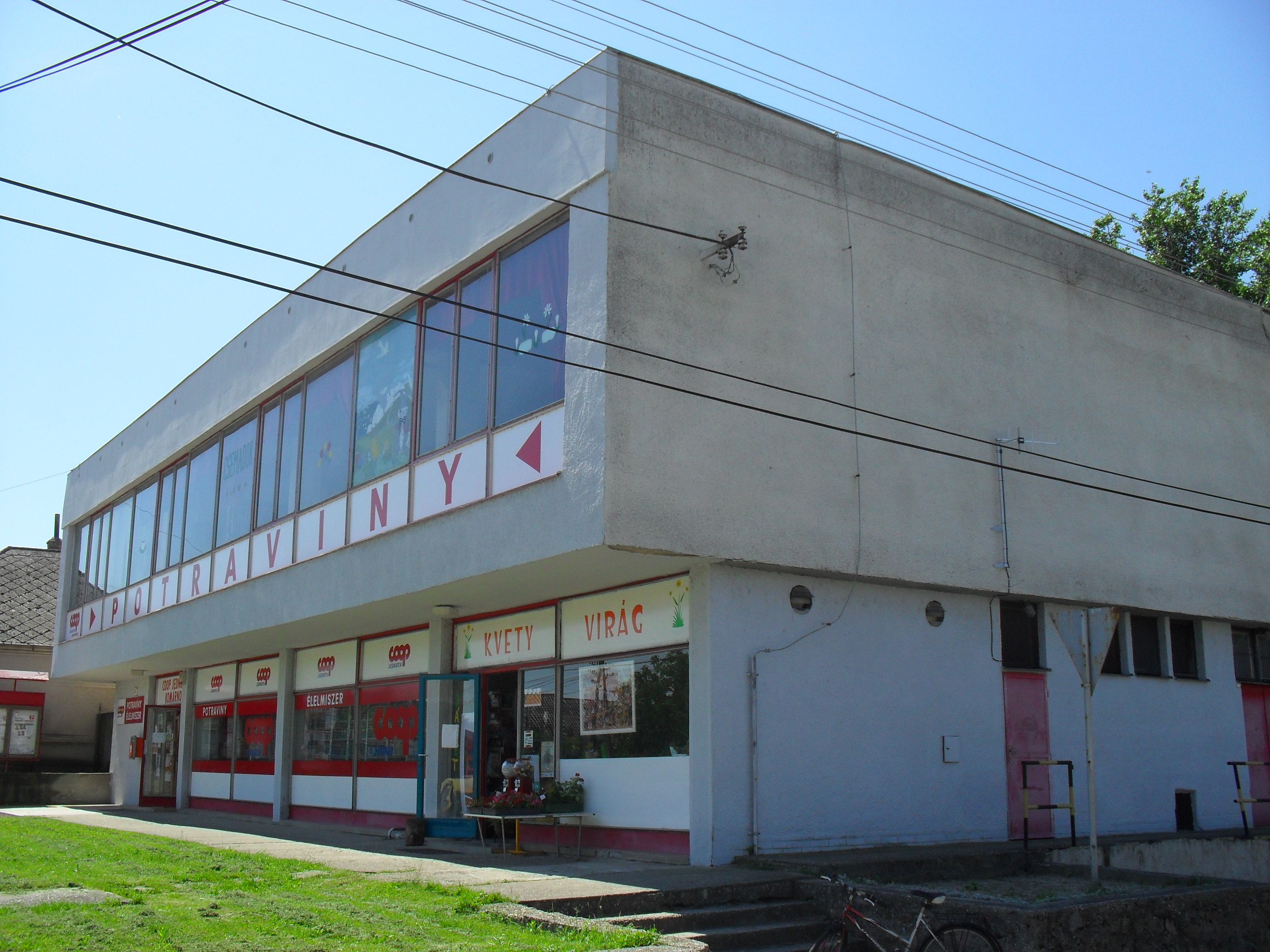
Üzletház a faluközpontban
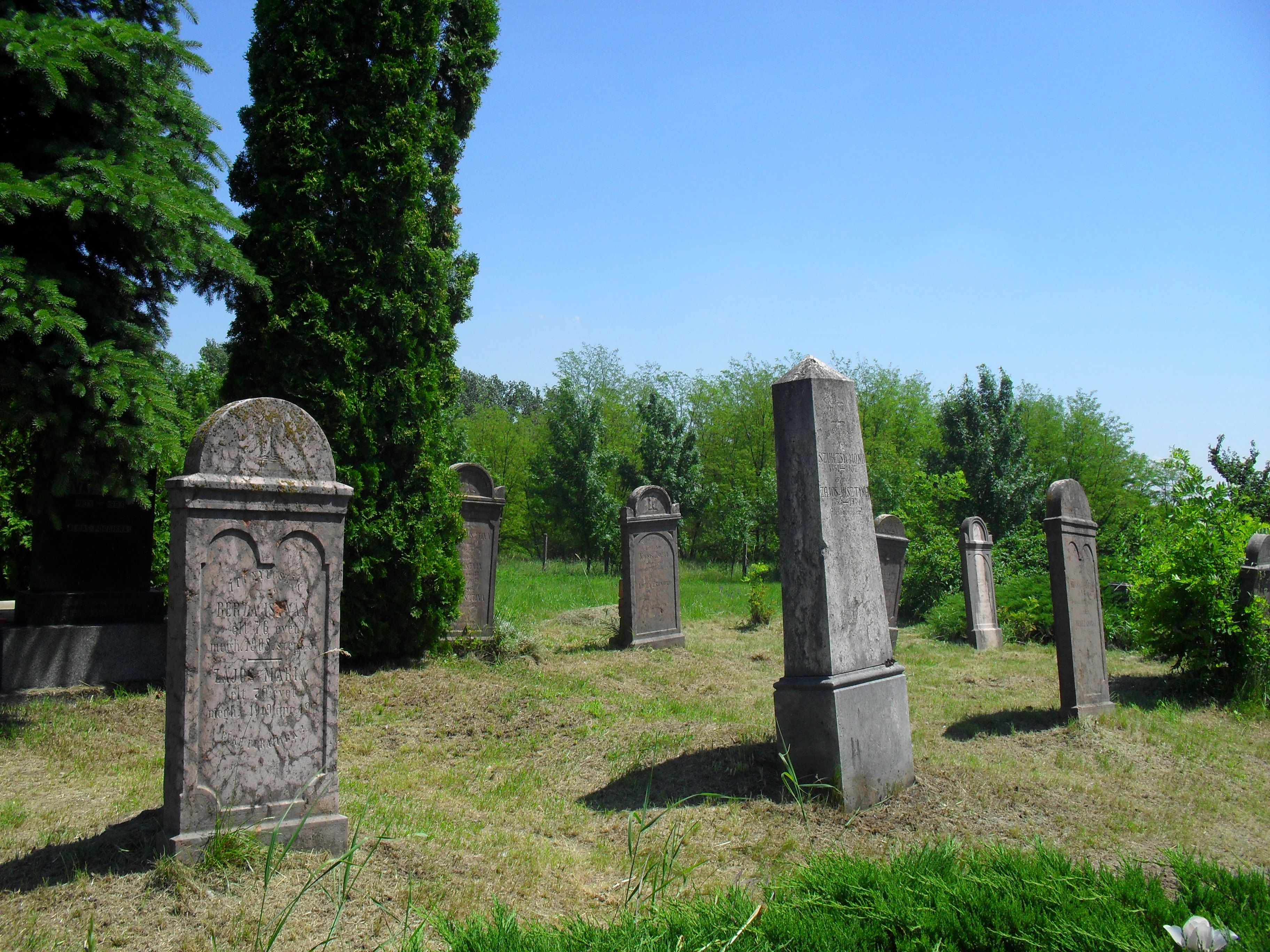
Régi síremlékek a hetényi temetőben
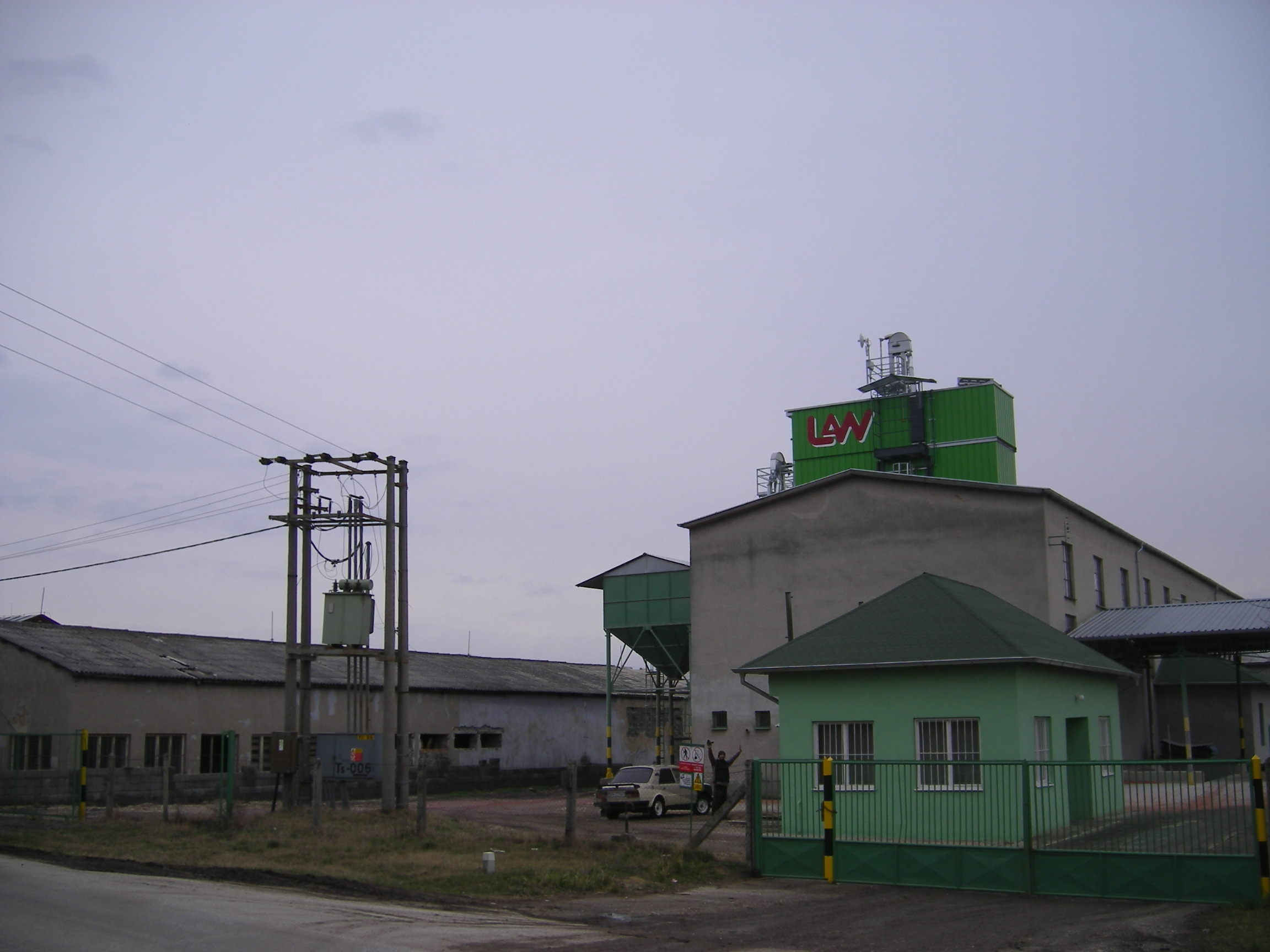
Fafeldolgozó üzem
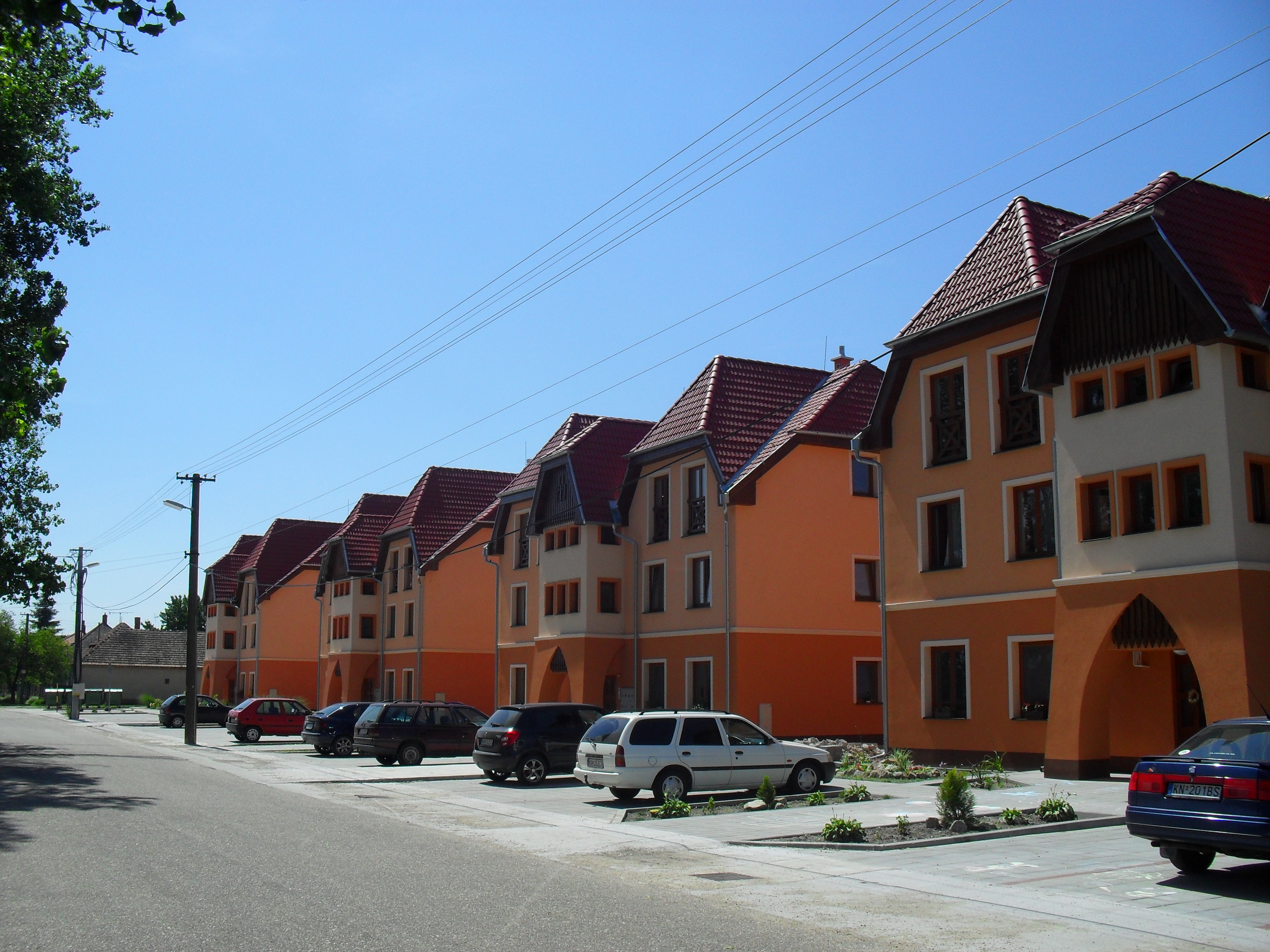
Új bérlakások a községben
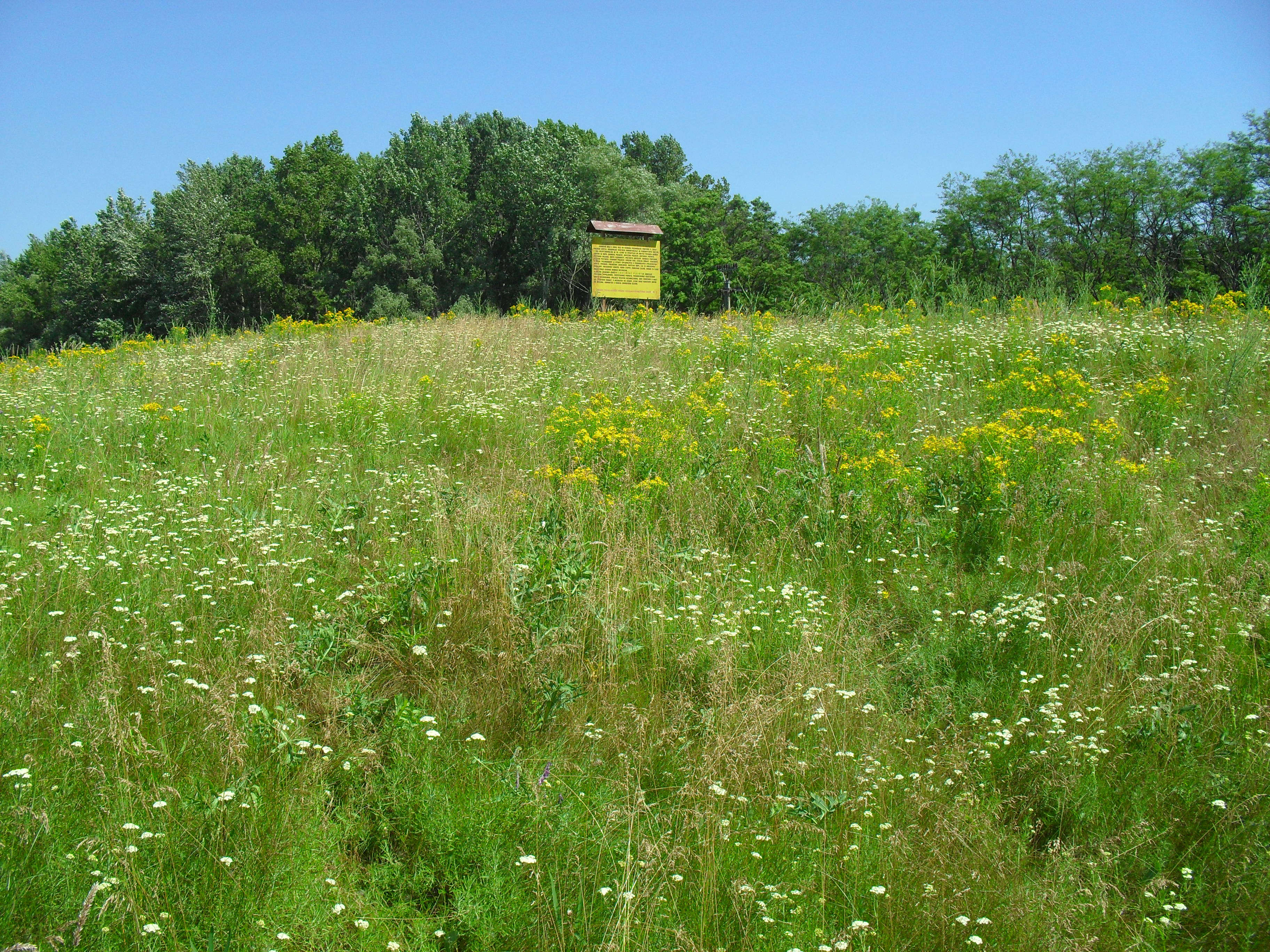
A hetényi homokbuckák
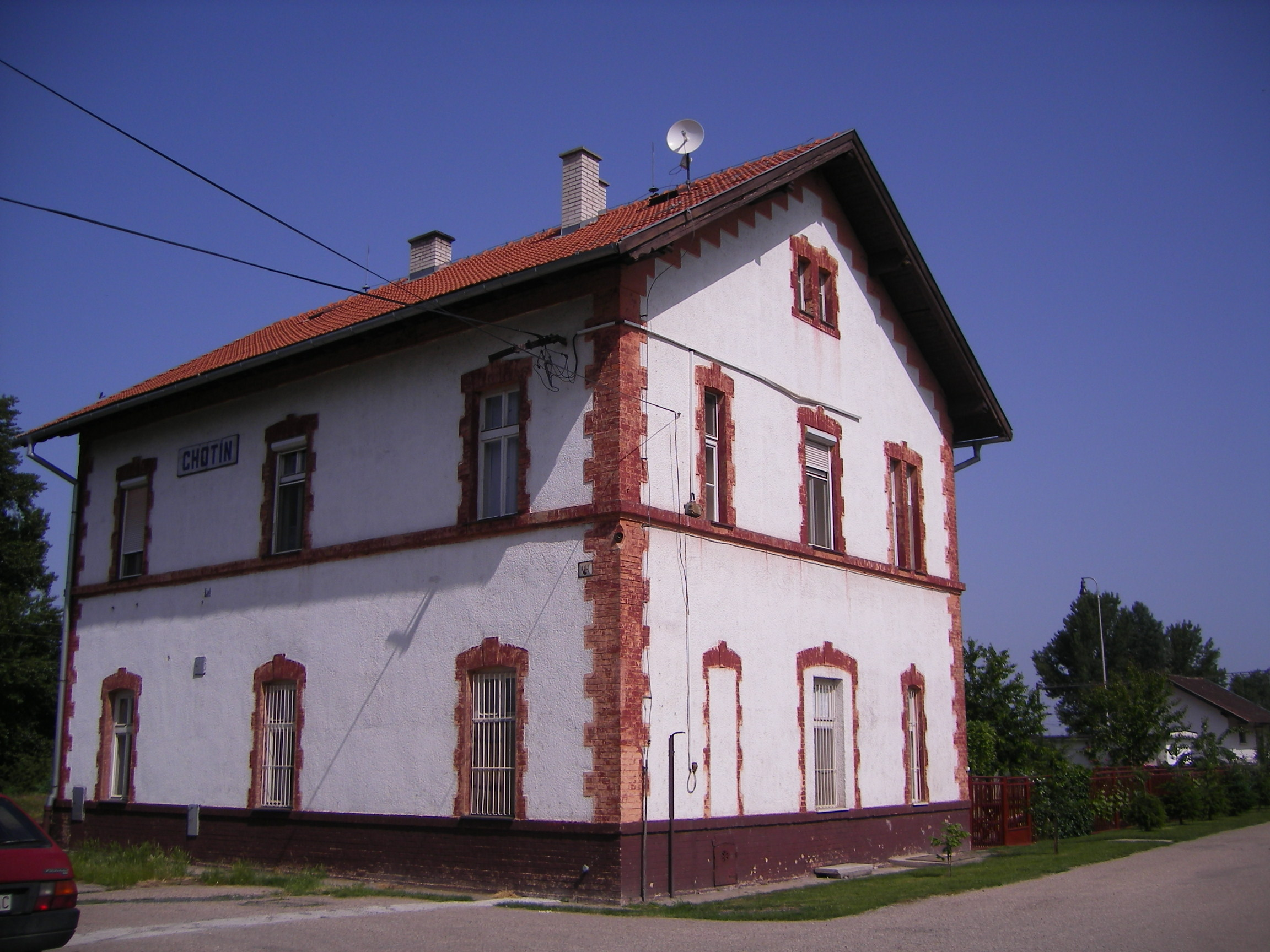
Vasútállomás
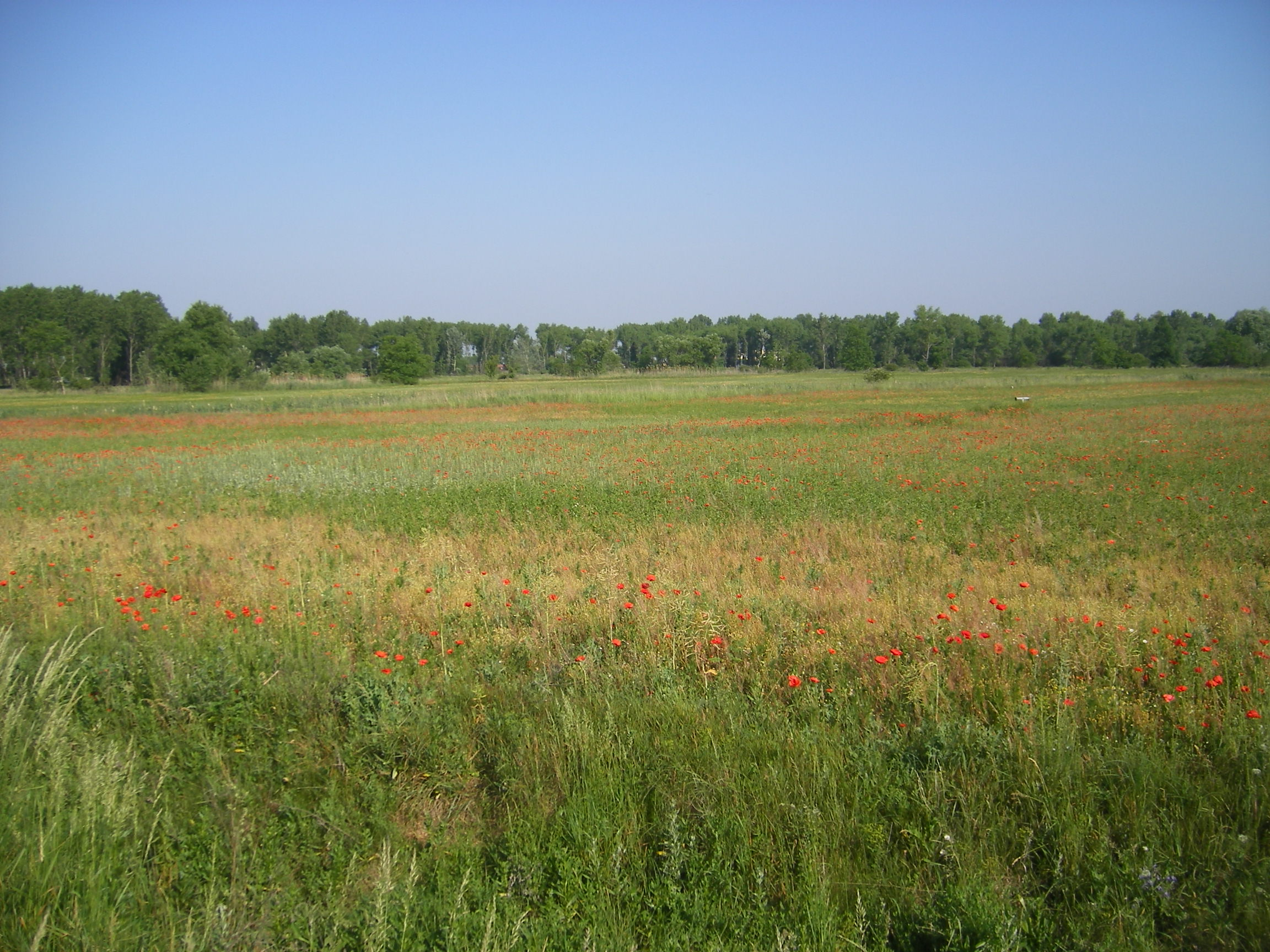
Tájkép a község nyugati részén
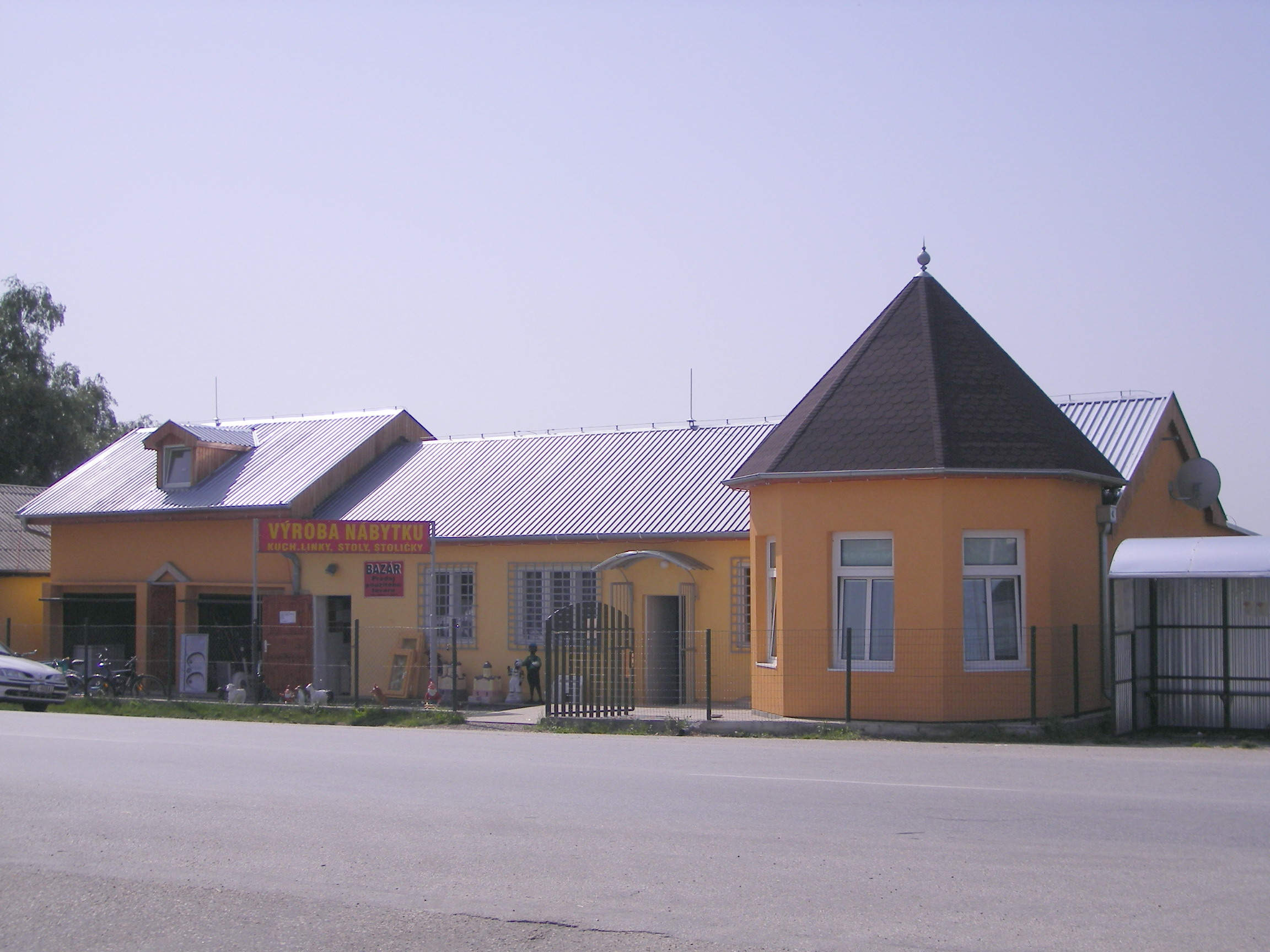
Bútorüzem a vasútállomásnál
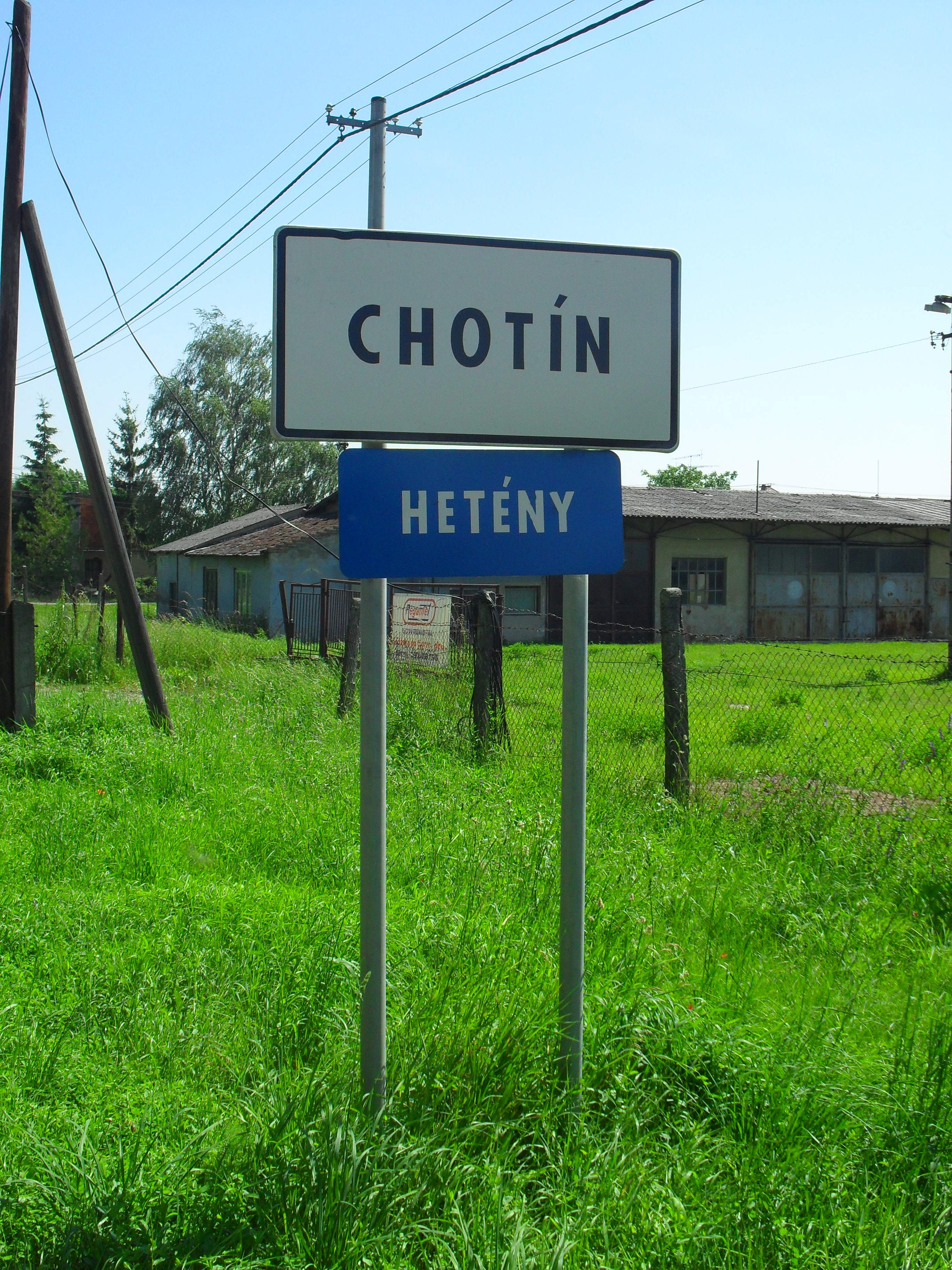
Kétnyelvű helységnévtábla
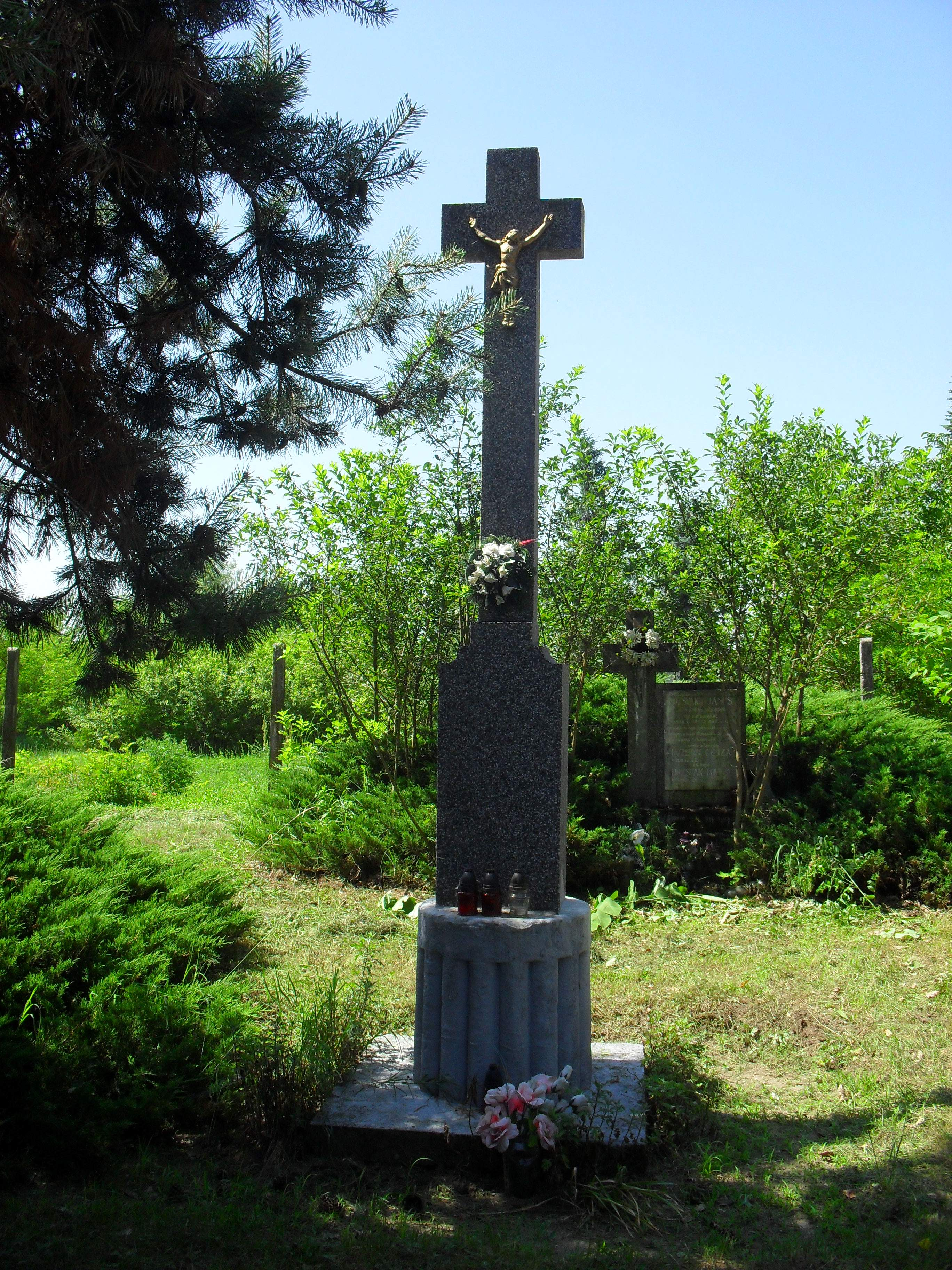
Temetői nagykereszt